# Bahnstrecke Schwarzenberg–Zwickau
| Ausschnitt der Streckenkarte Sachsen 1902 |                                    |                                                |                                                |
| Streckennummer: | 6264; sä. SZ                       |                                                |                                                |
| Kursbuchstrecke (DB): | 535                                |                                                |                                                |
| Streckenlänge: | 38,132 km                          |                                                |                                                |
| Spurweite: | 1435 mm (Normalspur)               |                                                |                                                |
| Streckenklasse: | CM4                                |                                                |                                                |
| Maximale Neigung: | 12,5 ‰                             |                                                |                                                |
| Minimaler Radius: | 170 m                              |                                                |                                                |
| Streckengeschwindigkeit: | 80 km/h                            |                                                |                                                |
| Zugbeeinflussung: | PZB                                |                                                |                                                |
| Zweigleisigkeit: | Schlema unt Bf–Zwickau (Sachs) Hbf |                                                |                                                |
| |                                    |                                                |                                                |
| \| \| \| von Annaberg-Buchholz Süd \| \| \| \| \| von Johanngeorgenstadt \| \| \| \| -0,162 \| Schwarzenberg (Erzgeb) \| 427 m \| \| \| 1,624 \| EÜ Bundesstraße 101 (14,7 m) \| EÜ Bundesstraße 101 (14,7 m) \| \| \| 2,230 \| Schwarzenberg-Neuwelt (ab 1950) \| 411 m \| \| \| 3,525 \| Brücke Schwarzwasser (48,3 m) \| Brücke Schwarzwasser (48,3 m) \| \| \| 4,375 \| Brücke Schwarzwasser (40 m) \| Brücke Schwarzwasser (40 m) \| \| \| 4,510 \| Lauter (Sachs) (ehem. Bf) \| 389 m \| \| \| 8,161 \| Brücke Schwarzwasser (60,4 m) \| Brücke Schwarzwasser (60,4 m) \| \| \| 8,330 \| Brücke Schwarzwasser (68,3 m) \| Brücke Schwarzwasser (68,3 m) \| \| \| 9,026 \| Anst Nickelhütte Aue (seit 2016) \| Anst Nickelhütte Aue (seit 2016) \| \| \| 10,30 \| Anst Nickelhütte Aue (bis 2016) \| Anst Nickelhütte Aue (bis 2016) \| \| \| \| von Adorf (Vogtl) \| \| \| \| 10,590 \| Aue (Sachs) \| 349 m \| \| \| \| nach Chemnitz Hbf \| \| \| \| 12,790 \| Schlema Süd (1953–?) \| 340 m \| \| \| \| neuer Verlauf seit 1900 \| \| \| \| 13,276 \| Brücke Zwickauer Mulde (48,5 m) \| Brücke Zwickauer Mulde (48,5 m) \| \| \| \| Brücke Zwickauer Mulde \| \| \| \| 13,490 \| Tunnel Schlema (347 m) \| Tunnel Schlema (347 m) \| \| \| \| \| \| \| \| \| von Schneeberg (Erzgeb) \| \| \| \| 14,105 \| Schlemabrücke (21,8 m) \| Schlemabrücke (21,8 m) \| \| \| 14,157 \| Bad Schlema (früher: Schlema unt Bf) \| 332 m \| \| \| \| neuer Verlauf seit 1900 \| \| \| \| 15,20 \| Brücke Zwickauer Mulde (53,8 m) \| Brücke Zwickauer Mulde (53,8 m) \| \| \| \| Anst Umspannwerk Alberoda (bis 1964) \| \| \| \| \| Anst Umspannwerk Alberoda (ab 1964) \| \| \| \| 15,690 \| Poppenwaldviadukt (138,15 m, Zwickauer Mulde) \| Poppenwaldviadukt (138,15 m, Zwickauer Mulde) \| \| \| 15,930 \| Poppenwald (Schacht 371) \| 330 m \| \| \| \| \| \| \| \| 19,261 \| Hartenstein \| 314 m \| \| \| 20,322 \| Brücke Zwickauer Mulde (50,2 m) \| Brücke Zwickauer Mulde (50,2 m) \| \| \| 20,842 \| Brücke Zwickauer Mulde (72 m) \| Brücke Zwickauer Mulde (72 m) \| \| \| 20,994 \| Brücke Werkgraben (21,9 m) \| Brücke Werkgraben (21,9 m) \| \| \| 22,144 \| Brücke Zwickauer Mulde (71 m) \| Brücke Zwickauer Mulde (71 m) \| \| \| 22,967 \| Fährbrücke \| 301 m \| \| \| 27,228 \| Wiesenburg (Sachs) (ehem. Bf) \| 292 m \| \| \| 28,873 \| Silberstraße \| 290 m \| \| \| 28,920 \| Bachbrücke (10 m) \| Bachbrücke (10 m) \| \| \| \| Bundesautobahn 72 \| \| \| \| \| Schmalspurbahn von Carlsfeld \| \| \| \| 32,168 \| Brücke Rödelbach (27 m) \| Brücke Rödelbach (27 m) \| \| \| 32,369 \| Wilkau-Haßlau (seit 2005) \| Wilkau-Haßlau (seit 2005) \| \| \| 32,646 \| Wilkau-Haßlau (bis 2005) \| 279 m \| \| \| 34,189 \| Cainsdorf \| 277 m \| \| \| \| Anst Königin-Marien-Hütte \| \| \| \| \| von Bockwa \| \| \| \| 35,975 \| Zwickau-Schedewitz \| 275 m \| \| \| \| nach Vereinsglückschacht \| \| \| \| 36,275 \| EÜ Planitzer Straße (32 m) \| EÜ Planitzer Straße (32 m) \| \| \| 36,682 \| EÜ Saarstraße (14,4 m) \| EÜ Saarstraße (14,4 m) \| \| \| \| von Pöhlau und von Reinsdorf / Zwickau Zentrum \| \| \| \| 37,500 \| Abzw Zwickau (Sachs) Hbf Stw B 4 \| 275 m \| \| \| 37,714 \| EÜ Bundesstraße 173 (19,5 m) \| EÜ Bundesstraße 173 (19,5 m) \| \| \| 37,845 \| Brücke Mittelgrundbach (13 m) \| Brücke Mittelgrundbach (13 m) \| \| \| \| von Dresden Hbf \| \| \| \| 37,970 \| Zwickau (Sachs) Hbf (Keilbahnhof) \| 290 m \| \| \| \| nach Falkenstein (Vogtl) \| \| \| \| \| nach Werdau Bogendreieck \| \| |                                    |                                                |                                                |
| Strecke |                                    | von Annaberg-Buchholz Süd                      | von Annaberg-Buchholz Süd                      |
| Abzweig geradeaus und von links |                                    | von Johanngeorgenstadt                         | von Johanngeorgenstadt                         |
| Bahnhof | -0,162                             | Schwarzenberg (Erzgeb)                         | 427 m                                          |
| Brücke | 1,624                              | EÜ Bundesstraße 101 (14,7 m)                   | EÜ Bundesstraße 101 (14,7 m)                   |
| Haltepunkt / Haltestelle | 2,230                              | Schwarzenberg-Neuwelt (ab 1950)                | 411 m                                          |
| Brücke | 3,525                              | Brücke Schwarzwasser (48,3 m)                  | Brücke Schwarzwasser (48,3 m)                  |
| Brücke | 4,375                              | Brücke Schwarzwasser (40 m)                    | Brücke Schwarzwasser (40 m)                    |
| Haltepunkt / Haltestelle | 4,510                              | Lauter (Sachs) (ehem. Bf)                      | 389 m                                          |
| Brücke | 8,161                              | Brücke Schwarzwasser (60,4 m)                  | Brücke Schwarzwasser (60,4 m)                  |
| Brücke | 8,330                              | Brücke Schwarzwasser (68,3 m)                  | Brücke Schwarzwasser (68,3 m)                  |
| Abzweig geradeaus und nach rechts | 9,026                              | Anst Nickelhütte Aue (seit 2016)               | Anst Nickelhütte Aue (seit 2016)               |
| Abzweig geradeaus und ehemals von rechts | 10,30                              | Anst Nickelhütte Aue (bis 2016)                | Anst Nickelhütte Aue (bis 2016)                |
| Abzweig geradeaus und ehemals von links |                                    | von Adorf (Vogtl)                              | von Adorf (Vogtl)                              |
| Bahnhof | 10,590                             | Aue (Sachs)                                    | 349 m                                          |
| Abzweig geradeaus und nach rechts |                                    | nach Chemnitz Hbf                              | nach Chemnitz Hbf                              |
| ehemaliger Haltepunkt / Haltestelle | 12,790                             | Schlema Süd (1953–?)                           | 340 m                                          |
| Abzweig geradeaus und ehemals nach links · Strecke von rechts (außer Betrieb) |                                    | neuer Verlauf seit 1900                        | neuer Verlauf seit 1900                        |
| Brücke · Strecke (außer Betrieb) | 13,276                             | Brücke Zwickauer Mulde (48,5 m)                | Brücke Zwickauer Mulde (48,5 m)                |
| Strecke · Brücke (Strecke außer Betrieb) |                                    | Brücke Zwickauer Mulde                         | Brücke Zwickauer Mulde                         |
| Tunnel · Strecke (außer Betrieb) | 13,490                             | Tunnel Schlema (347 m)                         | Tunnel Schlema (347 m)                         |
| Abzweig geradeaus und ehemals von links · Strecke nach rechts (außer Betrieb) |                                    |                                                |                                                |
| Abzweig geradeaus und ehemals von links |                                    | von Schneeberg (Erzgeb)                        | von Schneeberg (Erzgeb)                        |
| Brücke | 14,105                             | Schlemabrücke (21,8 m)                         | Schlemabrücke (21,8 m)                         |
| Bahnhof | 14,157                             | Bad Schlema (früher: Schlema unt Bf)           | 332 m                                          |
| Abzweig geradeaus und ehemals nach links · Strecke von rechts (außer Betrieb) |                                    | neuer Verlauf seit 1900                        | neuer Verlauf seit 1900                        |
| Strecke · Brücke (Strecke außer Betrieb) | 15,20                              | Brücke Zwickauer Mulde (53,8 m)                | Brücke Zwickauer Mulde (53,8 m)                |
| Strecke · Abzweig geradeaus und nach rechts (Strecke außer Betrieb) |                                    | Anst Umspannwerk Alberoda (bis 1964)           | Anst Umspannwerk Alberoda (bis 1964)           |
| Abzweig geradeaus und ehemals nach rechts · Strecke (außer Betrieb) |                                    | Anst Umspannwerk Alberoda (ab 1964)            | Anst Umspannwerk Alberoda (ab 1964)            |
| Brücke · Strecke (außer Betrieb) | 15,690                             | Poppenwaldviadukt (138,15 m, Zwickauer Mulde)  | Poppenwaldviadukt (138,15 m, Zwickauer Mulde)  |
| ehemaliger Haltepunkt / Haltestelle · Strecke (außer Betrieb) | 15,930                             | Poppenwald (Schacht 371)                       | 330 m                                          |
| Abzweig geradeaus und ehemals von links · Strecke nach rechts (außer Betrieb) |                                    |                                                |                                                |
| Haltepunkt / Haltestelle | 19,261                             | Hartenstein                                    | 314 m                                          |
| Brücke | 20,322                             | Brücke Zwickauer Mulde (50,2 m)                | Brücke Zwickauer Mulde (50,2 m)                |
| Brücke | 20,842                             | Brücke Zwickauer Mulde (72 m)                  | Brücke Zwickauer Mulde (72 m)                  |
| Brücke | 20,994                             | Brücke Werkgraben (21,9 m)                     | Brücke Werkgraben (21,9 m)                     |
| Brücke | 22,144                             | Brücke Zwickauer Mulde (71 m)                  | Brücke Zwickauer Mulde (71 m)                  |
| Bahnhof | 22,967                             | Fährbrücke                                     | 301 m                                          |
| Haltepunkt / Haltestelle | 27,228                             | Wiesenburg (Sachs) (ehem. Bf)                  | 292 m                                          |
| Haltepunkt / Haltestelle | 28,873                             | Silberstraße                                   | 290 m                                          |
| Brücke | 28,920                             | Bachbrücke (10 m)                              | Bachbrücke (10 m)                              |
| Strecke mit Straßenbrücke |                                    | Bundesautobahn 72                              | Bundesautobahn 72                              |
| Abzweig geradeaus und ehemals von links |                                    | Schmalspurbahn von Carlsfeld                   | Schmalspurbahn von Carlsfeld                   |
| Brücke | 32,168                             | Brücke Rödelbach (27 m)                        | Brücke Rödelbach (27 m)                        |
| Haltepunkt / Haltestelle | 32,369                             | Wilkau-Haßlau (seit 2005)                      | Wilkau-Haßlau (seit 2005)                      |
| ehemaliger Bahnhof | 32,646                             | Wilkau-Haßlau (bis 2005)                       | 279 m                                          |
| Haltepunkt / Haltestelle | 34,189                             | Cainsdorf                                      | 277 m                                          |
| Abzweig geradeaus und ehemals von links |                                    | Anst Königin-Marien-Hütte                      | Anst Königin-Marien-Hütte                      |
| Abzweig geradeaus und ehemals von rechts |                                    | von Bockwa                                     | von Bockwa                                     |
| Haltepunkt / Haltestelle | 35,975                             | Zwickau-Schedewitz                             | 275 m                                          |
| Abzweig geradeaus und ehemals nach links |                                    | nach Vereinsglückschacht                       | nach Vereinsglückschacht                       |
| Brücke | 36,275                             | EÜ Planitzer Straße (32 m)                     | EÜ Planitzer Straße (32 m)                     |
| Brücke | 36,682                             | EÜ Saarstraße (14,4 m)                         | EÜ Saarstraße (14,4 m)                         |
| Abzweig geradeaus und von rechts |                                    | von Pöhlau und von Reinsdorf / Zwickau Zentrum | von Pöhlau und von Reinsdorf / Zwickau Zentrum |
| ehemalige Blockstelle | 37,500                             | Abzw Zwickau (Sachs) Hbf Stw B 4               | 275 m                                          |
| Brücke | 37,714                             | EÜ Bundesstraße 173 (19,5 m)                   | EÜ Bundesstraße 173 (19,5 m)                   |
| Brücke | 37,845                             | Brücke Mittelgrundbach (13 m)                  | Brücke Mittelgrundbach (13 m)                  |
| Abzweig geradeaus und von rechts |                                    | von Dresden Hbf                                | von Dresden Hbf                                |
| Bahnhof | 37,970                             | Zwickau (Sachs) Hbf (Keilbahnhof)              | 290 m                                          |
| Abzweig geradeaus und nach links |                                    | nach Falkenstein (Vogtl)                       | nach Falkenstein (Vogtl)                       |
| Strecke |                                    | nach Werdau Bogendreieck                       | nach Werdau Bogendreieck                       |

Die Bahnstrecke Schwarzenberg–Zwickau ist eine Hauptbahn in Sachsen, die ursprünglich durch den sächsischen Staat als Obererzgebirgische Staatseisenbahn erbaut und betrieben wurde. Sie verläuft in den Tälern von Schwarzwasser und Zwickauer Mulde von Schwarzenberg/Erzgeb. über Aue nach Zwickau. Die Strecke gehört seit 2001 zum DB-Regionetz Erzgebirgsbahn.

## Geschichte

### Staatskohlenbahn Zwickau–Bockwa
Ihren Ursprung hat die Verbindung Schwarzenberg–Zwickau in der Kohlenbahn Zwickau–Bockwa, auch „Staatskohlenbahn Zwickau-Kainsdorf“, welche als Staatsbahn 1854 erbaut wurde, um den Absatz der Zwickauer Steinkohle zu verbessern.

### Die Erweiterung bis Schwarzenberg

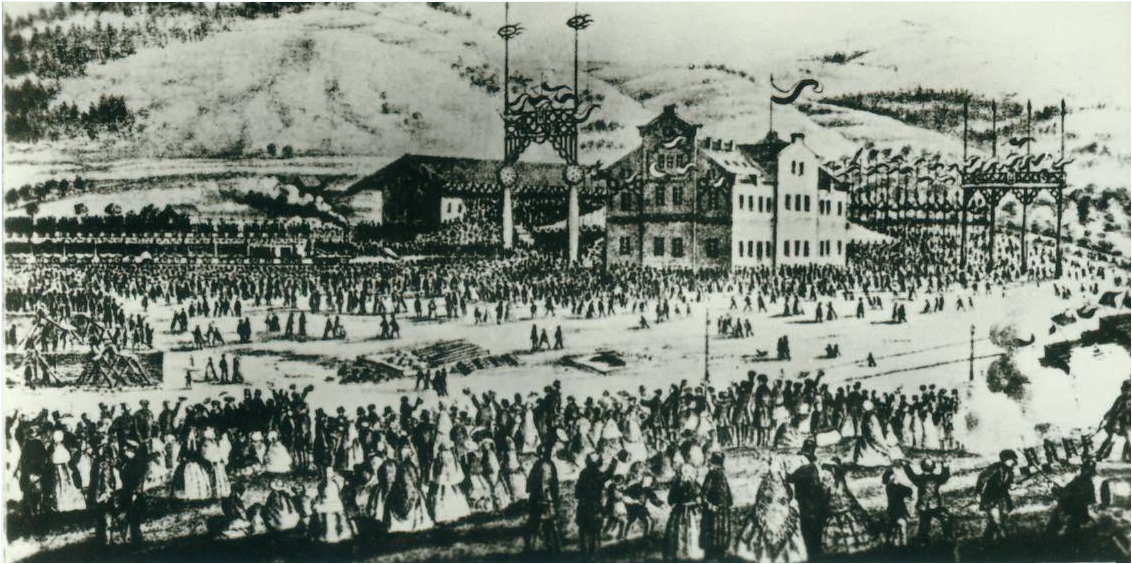
Eröffnung mit Eintreffen des ersten Zuges am 11. Mai 1858 im Bahnhof Schwarzenberg

Mitte des 19. Jahrhunderts herrschte im oberen Erzgebirge große Armut. Der jahrhundertelang betriebene ertragreiche Bergbau auf Silber und andere edle Erze war im steten Niedergang begriffen. In dieser Situation forderten der Schwarzenberger Bürgermeister Friedrich Gustav Weidauer und der Oberberghauptmann Friedrich Constantin von Beust im Jahr 1854 den Bau einer Eisenbahn ins obere Westerzgebirge. Beust hatte schon 1852 mit einer Veröffentlichung unter dem Titel Die Eisenbahnverbindung zwischen Zwickau und dem Obererzgebirge als Mittel gegen den Verfall der dasigen Eisenindustrie für den Bau einer Eisenbahn geworben. Ein Vorschlag sah den Bau einer Eisenbahn von Chemnitz durch das Zwönitztal nach Schwarzenberg und weiter entlang der Zwickauer Mulde nach Zwickau vor, welche die Chemnitz-Riesaer Bahn mit der Sächsisch-Bayerischen Eisenbahn verbunden hätte. Die Verbindung beider Bahnen wurde dann aber als Niedererzgebirgische Staatsbahn über Glauchau realisiert.
Am 7. August 1855 genehmigte schließlich der Sächsische Landtag den Bau einer Obererzgebirgischen Staatsbahn zwischen Schwarzenberg und Zwickau. Zwischen Cainsdorf und Zwickau sollte die schon seit 1854 bestehende Staatskohlenbahn mitbenutzt werden. Der Bau der Strecke begann am 15. Oktober 1855.
Am 11. Mai 1858 wurde die Strecke feierlich mit einem Festzug eingeweiht. Der reguläre Betrieb begann am 15. Mai 1858 mit zunächst vier gemischten Zugpaaren, die für die Gesamtstrecke etwa 100 Minuten benötigten.

### Betrieb bis zum Zweiten Weltkrieg
Um 1900 wurden Teile der Strecke für einen zweigleisigen Betrieb umgebaut. Zwischen Hartenstein und Aue wurde dabei die alte eingleisige Streckenführung zugunsten einer begradigten Neutrassierung mit Tunnel komplett aufgegeben. Die Strecke verkürzte sich dabei um etwa 1,5 km.
Im Jahr 1939 wies der Sommerfahrplan insgesamt zwölf Personenzugpaare auf der Gesamtstrecke aus, die in ihrer Mehrzahl von Annaberg unt Bf bis Werdau durchgebunden waren. Weitere Züge verkehrten zwischen Wiesenburg bzw. Wilkau-Haßlau und Zwickau. Zwei beschleunigte Personenzüge in der Relation Zwickau–Johanngeorgenstadt dienten insbesondere dem Ausflugsverkehr.

### Nach dem Zweiten Weltkrieg
Am Ende des Zweiten Weltkrieges lag der größte Teil der Strecke zunächst im amerikanischen Besatzungsgebiet, während der obere Abschnitt zunächst im unbesetzten Landkreis Schwarzenberg lag. Die Wiederaufnahme eines durchgehenden Bahnverkehrs war somit zunächst nicht möglich, zumal die gesprengte Muldenbrücke in Schlema ohnehin nicht passierbar war. Ab Anfang Juli 1945 lag das gesamte Bahngebiet dann in der Sowjetischen Besatzungszone.
1946 wurde das zweite Gleis zwischen Aue und Zwickau im Rahmen der Reparationsleistungen für die Sowjetunion komplett abgebaut.
Als ab 1946 der Uranbergbau der sowjetischen Wismut AG im Erzgebirge begann, erlangte die Strecke innerhalb kürzester Zeit eine herausragende Bedeutung für die Abfuhr der geförderten Uranerze als auch im Berufsverkehr zu den neu eingerichteten Bergwerksschächten. Am 1. Dezember 1948 wies deshalb die sowjetische Besatzungsmacht den Wiederaufbau des zweiten Gleises zwischen Aue und Niederschlema sowie Wilkau-Haßlau und Zwickau an. Angesichts des immer noch vorherrschenden Materialmangels konnte jedoch nur gebrauchtes Material eingebaut werden, was durch die Demontage unwichtiger Nebengleise gewonnen wurde. Im Juni 1949 war die gesamte Strecke zwischen Aue und Zwickau wieder zweigleisig befahrbar. Im Herbst 1949 forderte die Wismut den zweigleisigen Ausbau auch zwischen Schwarzenberg und Aue. Bereits am 10. November 1950 konnte der Abschnitt zwischen Schwarzenberg-Neuwelt und Aue zweigleisig eröffnet werden. Zwischen Schwarzenberg und Schwarzenberg-Neuwelt entstand ein dreigleisiger Abschnitt, der am 28. Juni 1951 in Betrieb ging.
Am 12. Juli 1950 ereignete sich zwischen Hartenstein und Fährbrücke ein schwerer Eisenbahnunfall: 
Die Fahrdienstleiter ließen zwei in entgegengesetzter Richtung fahrende Züge in einen wegen Bauarbeiten vorübergehend nur eingleisigen Streckenabschnitt ein, so dass ein Güterzug und ein Personenzug frontal zusammenstießen. 20 Menschen starben und 50 Fahrgäste wurden verletzt.
Bis nach 1990 verkehrten auf der Trasse auch Schnellzüge. Zu nennen ist hier vor allem die tägliche Verbindung Aue–Berlin sowie in den 1960er-Jahren die Schnellzugverbindung mit Kurswagen von Berlin nach Cranzahl.

### Sanierung

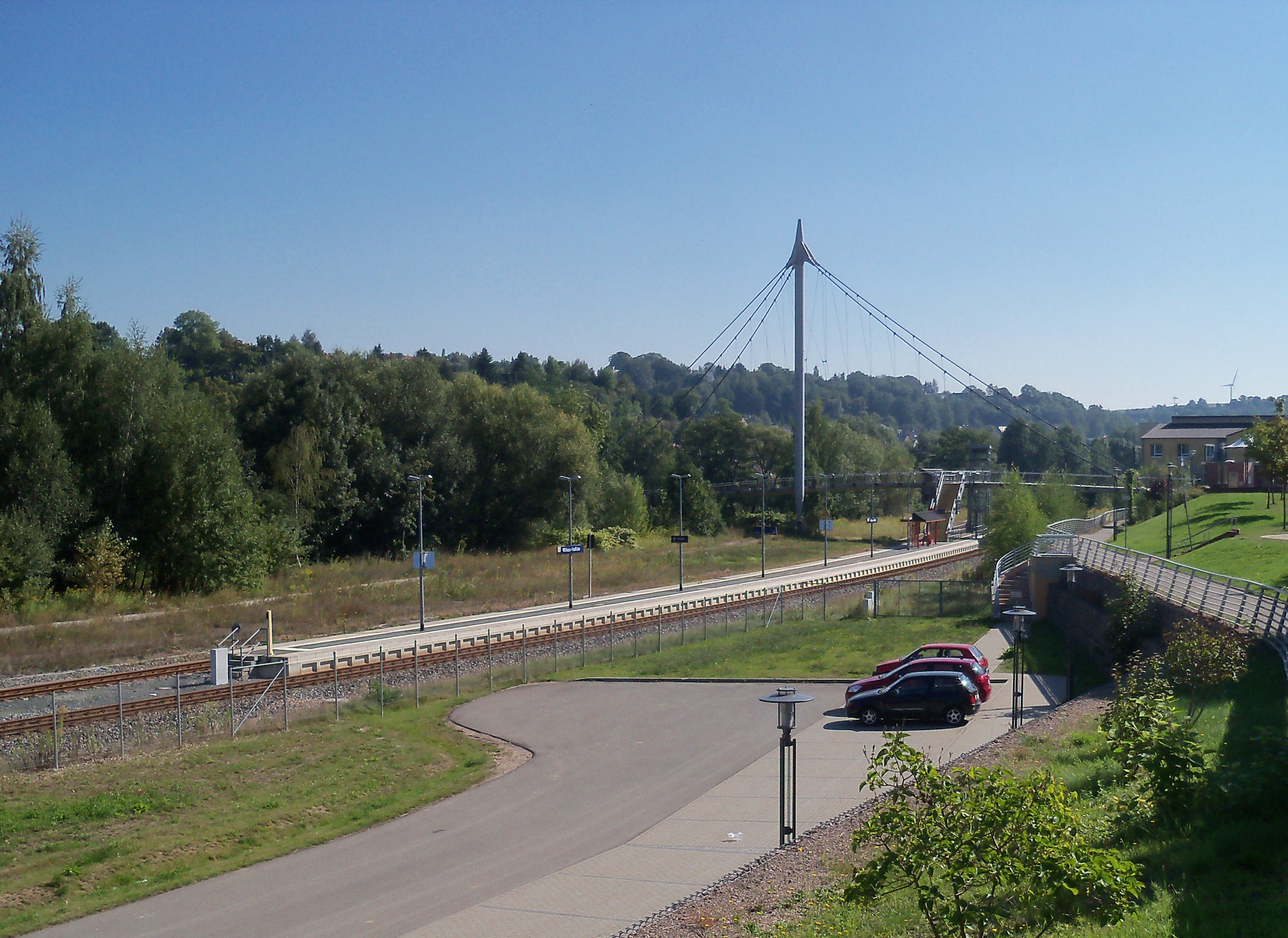
Neugebauter Haltepunkt Wilkau-Haßlau

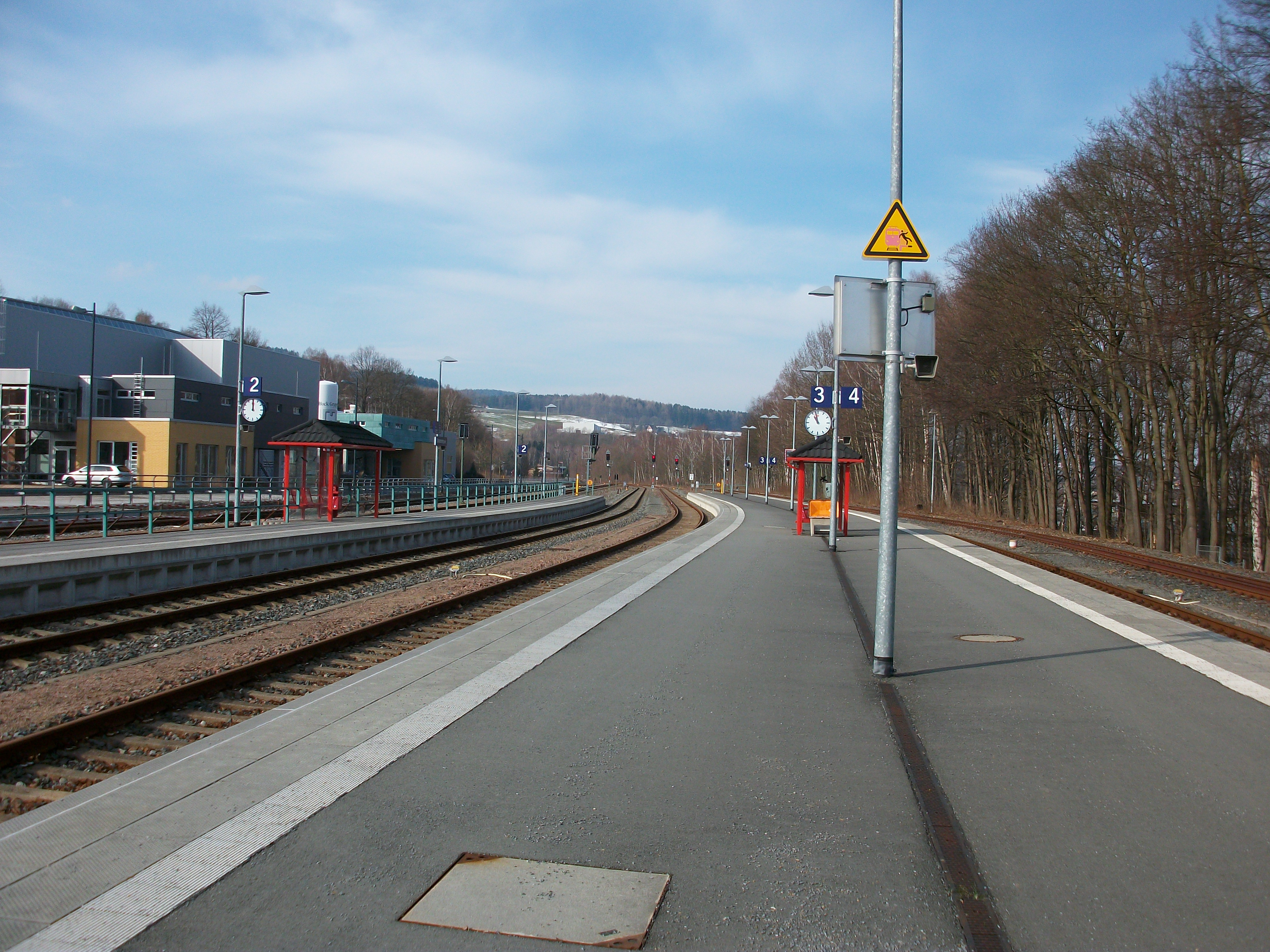
Bahnhof Schwarzenberg, Gleise 2–4 (2016)

Trotz sinkender Verkehrsleistung in den 1990er-Jahren war die Bedeutung der Strecke zur Verkehrserschließung des westerzgebirgischen Raumes unbestritten. Um 1999/2000 begann ein umfassendes Sanierungsprogramm, welches eine deutliche Erhöhung der Reisegeschwindigkeit zum Ziel hatte. Zwischen Aue und Schwarzenberg wurde die Strecke auf ein Gleis zurückgebaut, um das zweigleisige Planum zur Aufweitung der engen Gleisbögen nutzen zu können. Da eine Aufweitung des Schlemaer Tunnels zur Schaffung der heute üblichen Profilfreiheit enorme Kosten erfordert hätte, wurde auch auf diesem Abschnitt das zweite Gleis entfernt. Auch zwischen Zwickau und Schlema war ursprünglich ein Rückbau auf ein Gleis geplant. Aus betrieblichen Gründen wurde das jedoch nicht realisiert, zumal die Einrichtung von Kreuzungsbahnhöfen enorme Folgekosten nach sich gezogen hätte.

### Im Betrieb der Erzgebirgsbahn
Im Fahrplan 2012 verkehren Regionalbahnen der Erzgebirgsbahn im Einstundentakt, wobei die Mehrzahl der Züge von und nach Johanngeorgenstadt durchgebunden werden. Einzelne Züge verkehrten zeitweise am Wochenende in Kooperation mit dem tschechischen Eisenbahnverkehrsunternehmens České dráhy (ČD) in der Relation Zwickau–Karlsbad. Güterverkehr findet noch statt, dieser ist jedoch im Gegensatz zur Vergangenheit unbedeutend. Im Jahr 2020 wurde der Fußgänger-Bahnübergang nahe der Eisenbrücke Niederschlema durch eine moderne Bahnüberführung ersetzt.
Bis 2034 soll die Strecke zwischen Schwarzenberg und Aue elektrifiziert werden, um Akkumulatortriebwagen auf der Linie Johanngeorgenstadt–Schwarzenberg–Zwickau einzusetzen.

## Streckenbeschreibung

### Verlauf

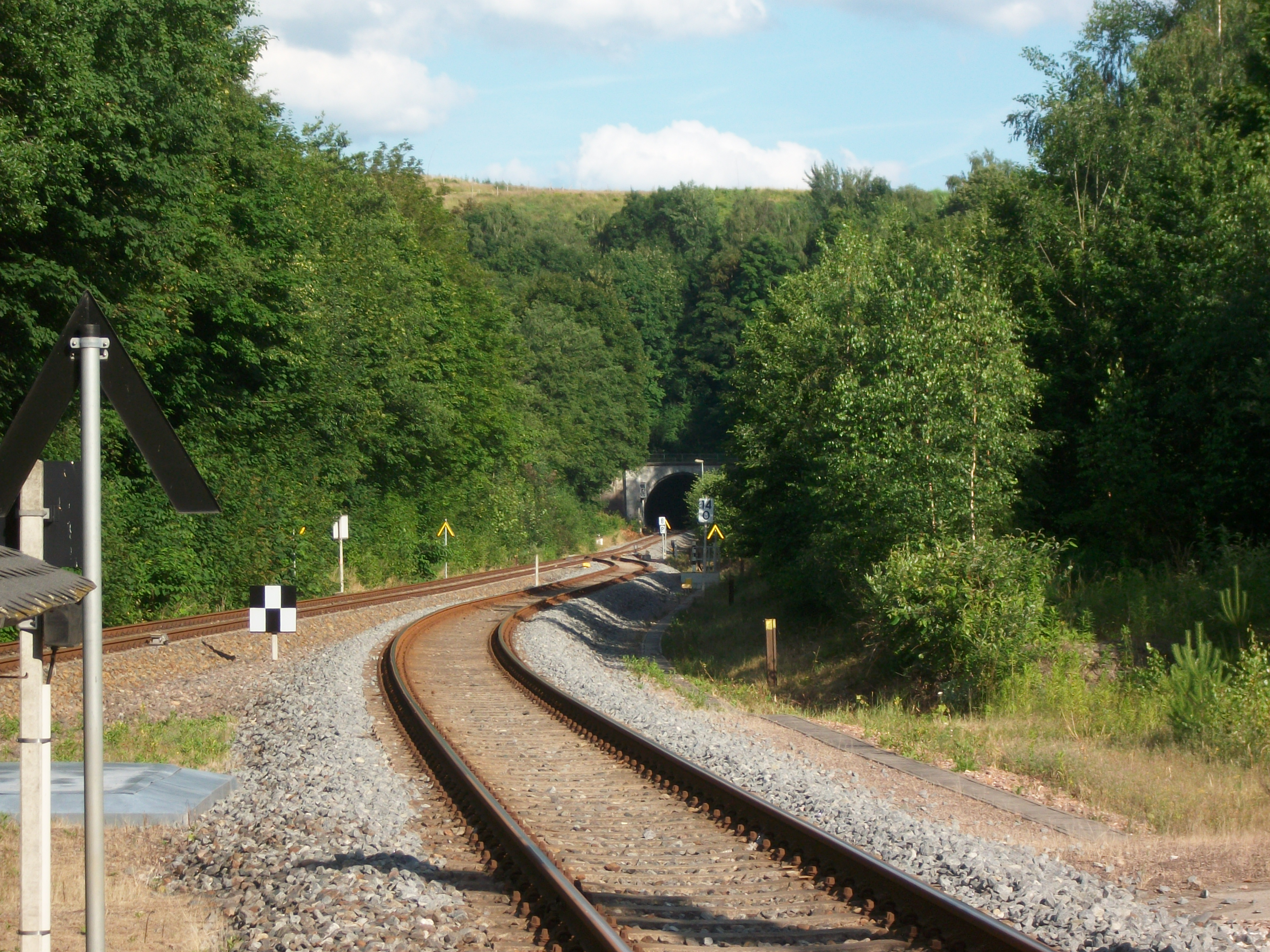
Bad Schlema, Eisenbahntunnel in Richtung Aue (Sachs) (2016)

Die Strecke beginnt nominal im Bahnhof Schwarzenberg (Erzgeb), den sie in westlicher Richtung verlässt. Sie folgt zunächst bis Aue dem Schwarzwasser, dessen Windungen sie in engen Bögen folgt. Ab Aue verläuft die Strecke dann im Tal der Zwickauer Mulde. Dort befindet sich kurz vor dem Bahnhof Schlema unt Bf der einzige Tunnel der Strecke. Bei Hartenstein passiert die Bahn die Anlagen des ehemaligen Schachtes 371 der SDAG Wismut und die auf einem Felsen im Muldental gelegene Burg Stein. Ab Wilkau-Haßlau führen die Gleise fast geradlinig durch die Zwickauer Vororte Cainsdorf und Schedewitz nach Zwickau, wo die Strecke in den dortigen Hauptbahnhof von Südosten einmündet.

### Betriebsstellen
Schwarzenberg (Erzgeb) ⊙

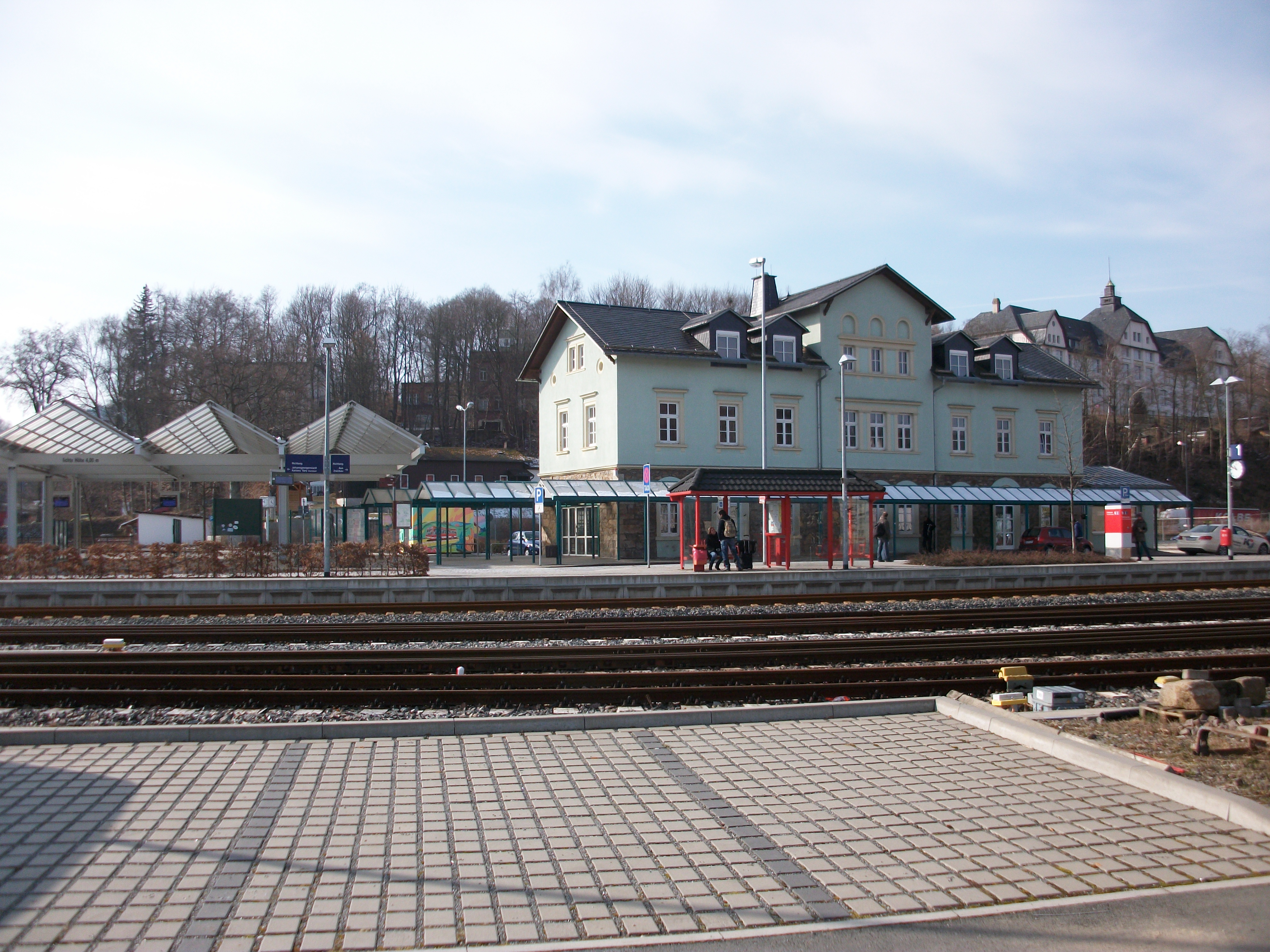
Bahnhof Schwarzenberg/Erzgebirge (2016)

Der Bahnhof Schwarzenberg (Erzgeb) besteht als Endpunkt der Strecke seit der Eröffnung. Im Zuge des Baues der Strecken Johanngeorgenstadt–Schwarzenberg (1884) und Buchholz–Schwarzenberg (1889) wurde er erstmals deutlich erweitert. Seine endgültige Größe erhielt er im Zuge des zweigleisigen Ausbaues der gesamten Verbindung von Zwickau nach Johanngeorgenstadt Anfang der 1950er-Jahre. In dieser Zeit war auch die kleine Lokomotiveinsatzstelle zum Bahnbetriebswerk erhoben.
Schwarzenberg-Neuwelt ⊙

Haltepunkt Schwarzenberg-Neuwelt (2016)

Der Haltepunkt Neuwelt  wurde am 1. Juni 1898 eröffnet. Am 1. November 1814 wurde er zum Bahnhof geweiht. Nach der 1919 erfolgten Eingemeindung von Neuwelt nach Schwarzenberg wurde der Bahnhof am 1. Juli 1921 in Schwarzenberg-Neuwelt umbenannt. 1933 erfolgte die Herabstufung zur Haltestelle, 1950 die Heraufstufung zum Bahnhof und 1969 wiederum die Herabstufung zur Haltestelle. Am heutigen Haltepunkt ist das ehemalige Empfangsgebäude noch vorhanden. Er ist über die Talstraße erreichbar.
Lauter (Sachs) ⊙
Die Haltestelle Lauter wurde am 15. Mai 1858 eröffnet. Am 1. April 1872 wurde die Haltestelle zum Bahnhof geweiht. In der Folgezeit trug er folgende Namen:
- bis 1900: Lauter
- bis 1911: Lauter i Sachsen
- bis 1933: Lauter (Sa)
- seit 1933: Lauter (Sachs)

Im Jahr 2011 wurde der Bahnhof Lauter (Sachs) zum Haltepunkt zurückgestuft. Das Empfangsgebäude ist ungenutzt, für Reisende steht ein modernes Wartehäuschen zur Verfügung. Der Haltepunkt befindet sich direkt am Schwarzwasser im Nordwesten von Lauter. Nach der Bildung der Stadt Lauter-Bernsbach befindet sich der Halt ungefähr in der Mitte zwischen beiden Stadtteilen.

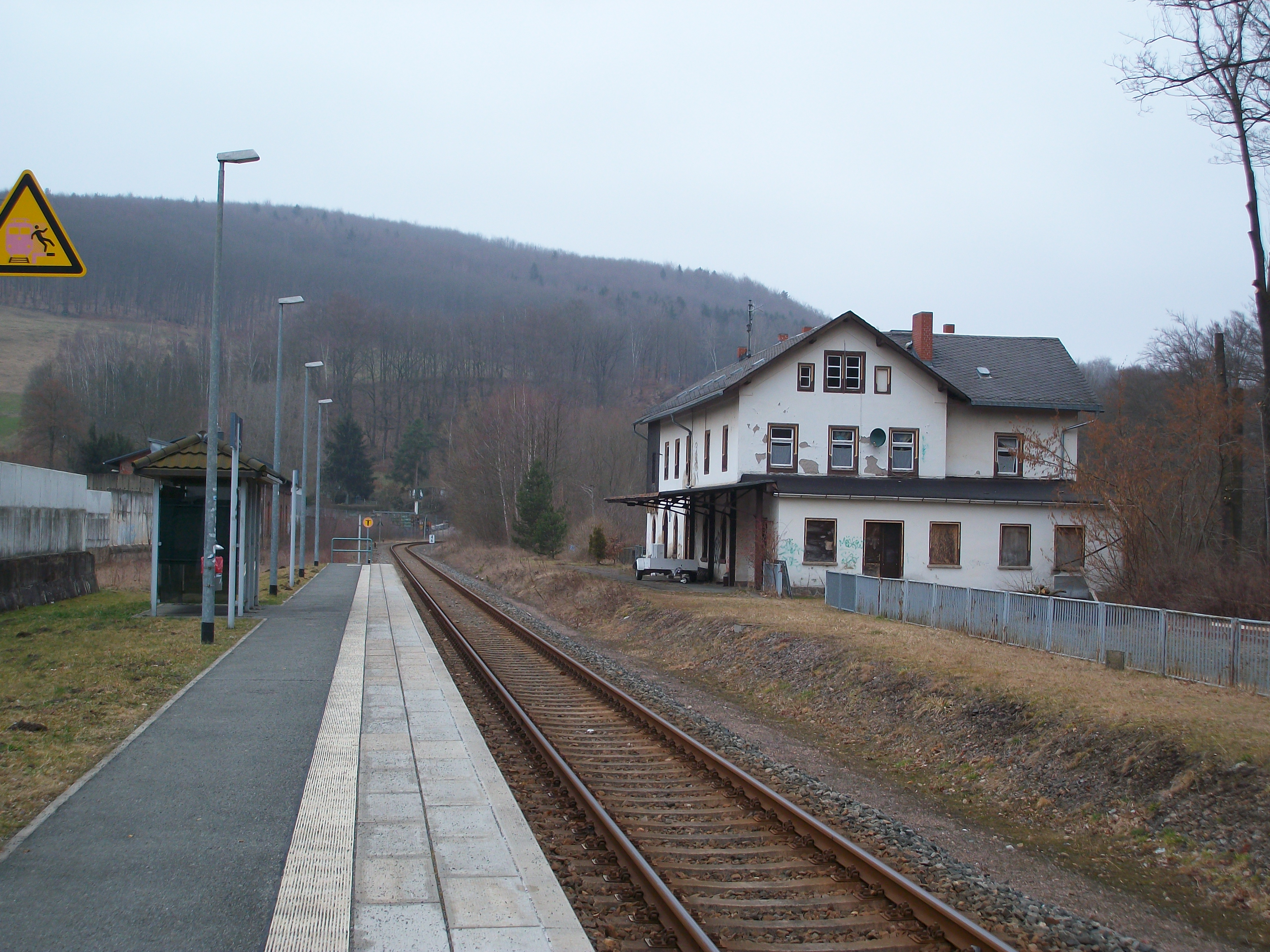
Bahnhof Lauter (Sachsen) mit ehem. Empfangsgebäude (2016)
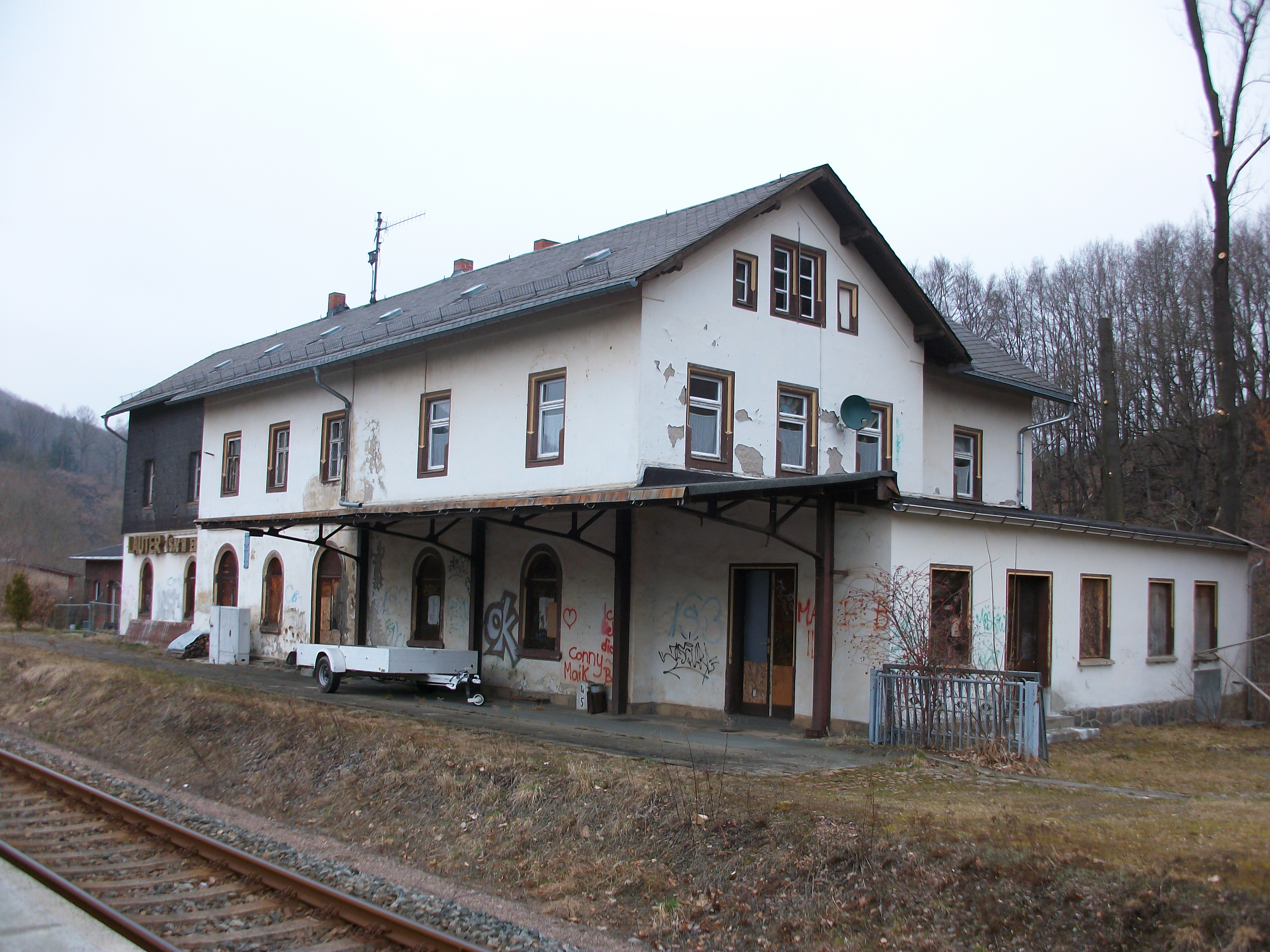
Bahnhof Lauter (Sachsen), ehem. Empfangsgebäude (2016)
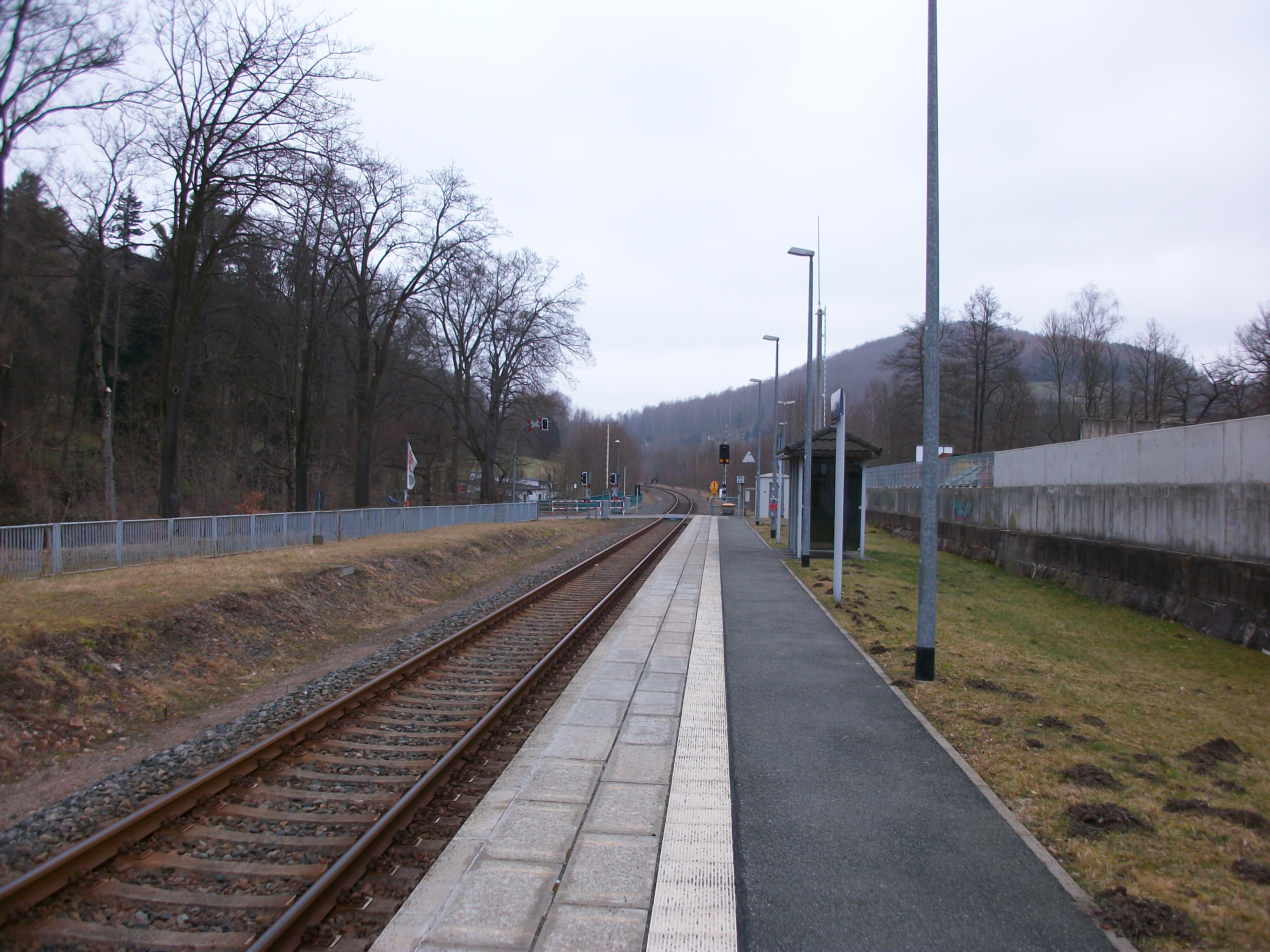
Haltepunkt Lauter (Sachsen) (2016)

Aue (Sachs) ⊙

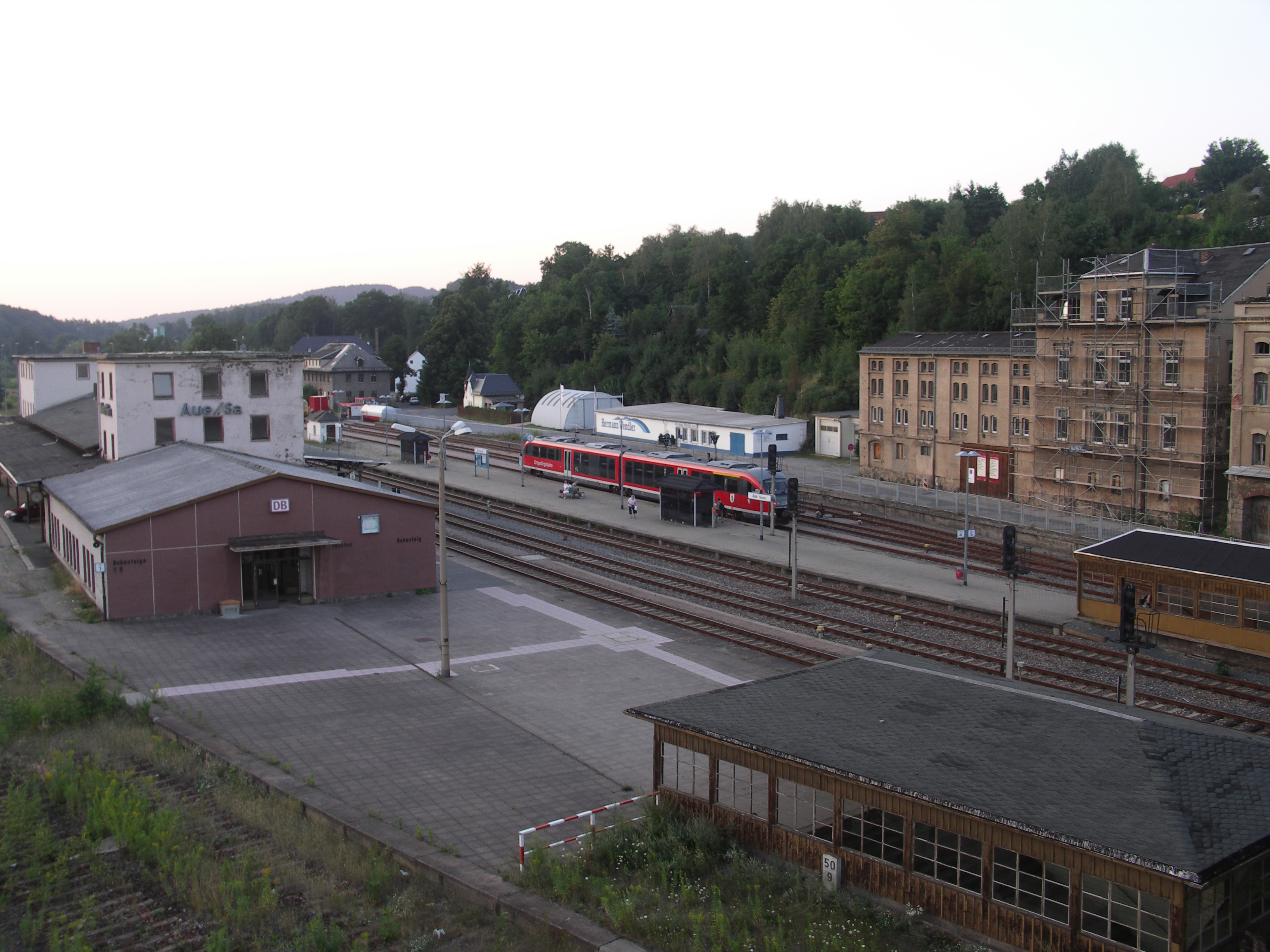
Bahnhof Aue (Sachs) vor dem Abriss des Empfangsgebäudes (2008)

Der Bahnhof Aue (Sachs) war früher der größte Bahnhof an der Strecke Schwarzenberg–Zwickau. Hier kreuzt die heute teilweise stillgelegte Strecke der einstigen Chemnitz-Aue-Adorfer Eisenbahn. Im Zuge der Sanierung der Strecke wurde der Bahnhof nach 2003 auf wenige unbedingt betriebsnotwendige Gleise zurückgebaut. Bahnbetriebswerk, Empfangsgebäude und die meisten Stellwerke wurden abgerissen. Durch den Umbau im Jahr 2016 sind die Bahnsteige ebenerdig erreichbar. Der Tunnel unter den Gleisen wurde im gleichen Zug verschüttet.
Der Bahnhof trug in seiner Geschichte bereits fünf unterschiedliche Bahnhofsnamen, im Einzelnen waren dies:
- bis 23. Dezember 1904: Aue
- bis 30. Juni 1911: Aue i Erzgeb
- bis 31. Dezember 1930: Aue (Erzgeb)
- bis 21. Dezember 1933: Aue (Sa)
- seit 22. Dezember 1933: Aue (Sachs)

Schlema Süd ⊙

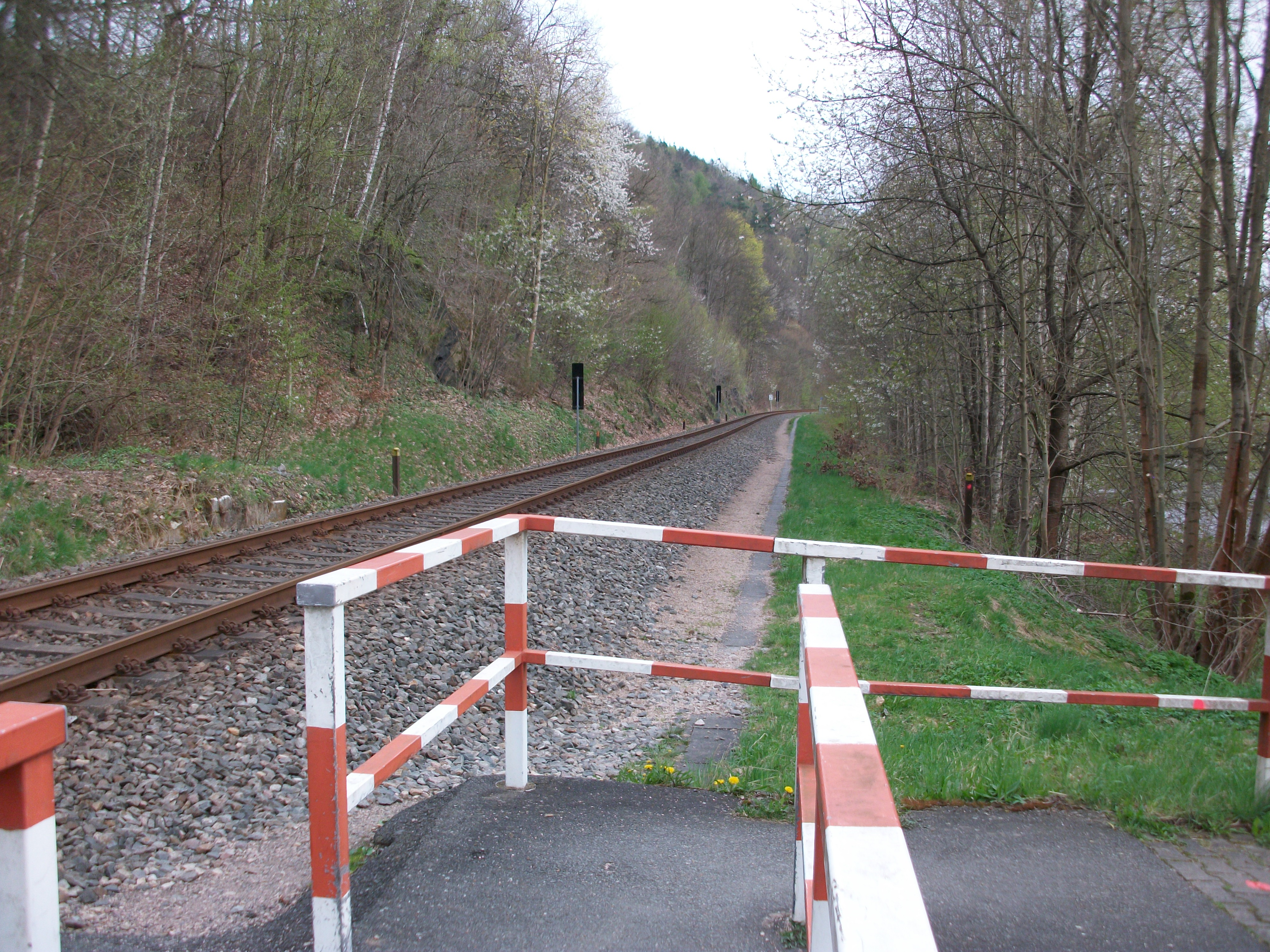
Ehemaliger Haltepunkt Schlema Süd, Blick Richtung Aue (2017)

Der Haltepunkt Schlema Süd wurde am 26. Oktober 1953 als Haltepunkt Schneeberg-Niederschlema Süd im Bereich des Eisenbrückenwegs über die Zwickauer Mulde auf der Flur des Auer Ortsteils Alberoda errichtet. Zu dieser Zeit gehörte Niederschlema als Ortsteil zum Stadtkreis Schneeberg, der 1951 aufgrund des Uranabbaus der SDAG Wismut im Schlematal gebildet worden war. Die Station diente ausschließlich dem Berufsverkehr der Wismut-Bergarbeiter der nahe gelegenen Schächte in Niederschlema und Alberoda. Nach Auflösung des Stadtkreises Schneeberg und Bildung der Gemeinde Schlema hieß der Haltepunkt seit dem 30. Mai 1959 Schlema Süd. Der Zeitpunkt der Stilllegung des Haltepunkts ist unbekannt, diese wird aber vermutlich in den 1960er-Jahren erfolgt sein, da die Station nur kurz bestand. Von der einstigen Station sind heute keine Spuren mehr zu finden. In Richtung Zwickau folgte nach wenigen Metern ein Tunnel.
Bad Schlema ⊙
Der heutige Bahnhof Bad Schlema trug im Lauf seines Bestehens folgende Namen:
- bis 1953: Niederschlema
- bis 1959: Schneeberg-Niederschlema
- bis 2009: Schlema unt Bf
- seit 2009: Bad Schlema

Er wurde 1856 mit Inbetriebnahme der Strecke Zwickau-Schwarzenberg eröffnet und für den Anschluss der Bahnstrecke nach Schneeberg-Neustädtel im Jahr 1859 genutzt. Mit steigender Industrialisierung des Ortes ist ab 1872 eine Güterstation im Bahnhof belegt. 1900 wurde das neue Empfangsgebäude eingeweiht. Mit Bildung des Stadtkreises Schneeberg im Jahre 1951 wurde der Bahnhof Niederschlema in Bahnhof Schneeberg-Niederschlema umbenannt. Nach Auflösung des Stadtkreises Schneeberg und Bildung der Gemeinde Schlema hieß der Bahnhof seit dem 30. Mai 1959 Schlema unt Bf. Nach grundhafter Umgestaltung des Bahnhofsareals um 2009 wird der Bahnhof von der DB Erzgebirgsbahn als Bahnhof Radonbad Bad Schlema ausgewiesen.

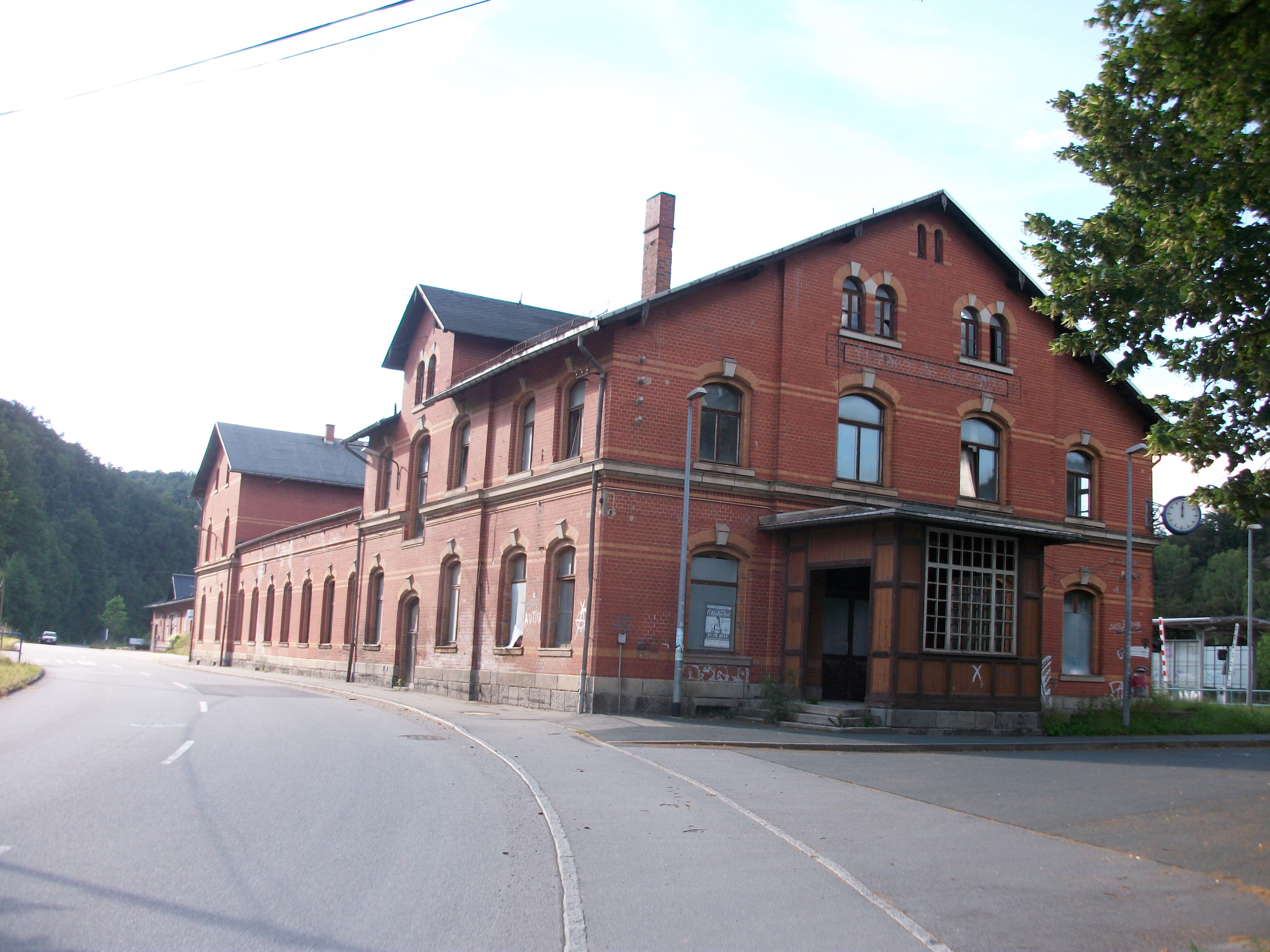
Bahnhof Bad Schlema, Empfangsgebäude Straßenseite (2016)
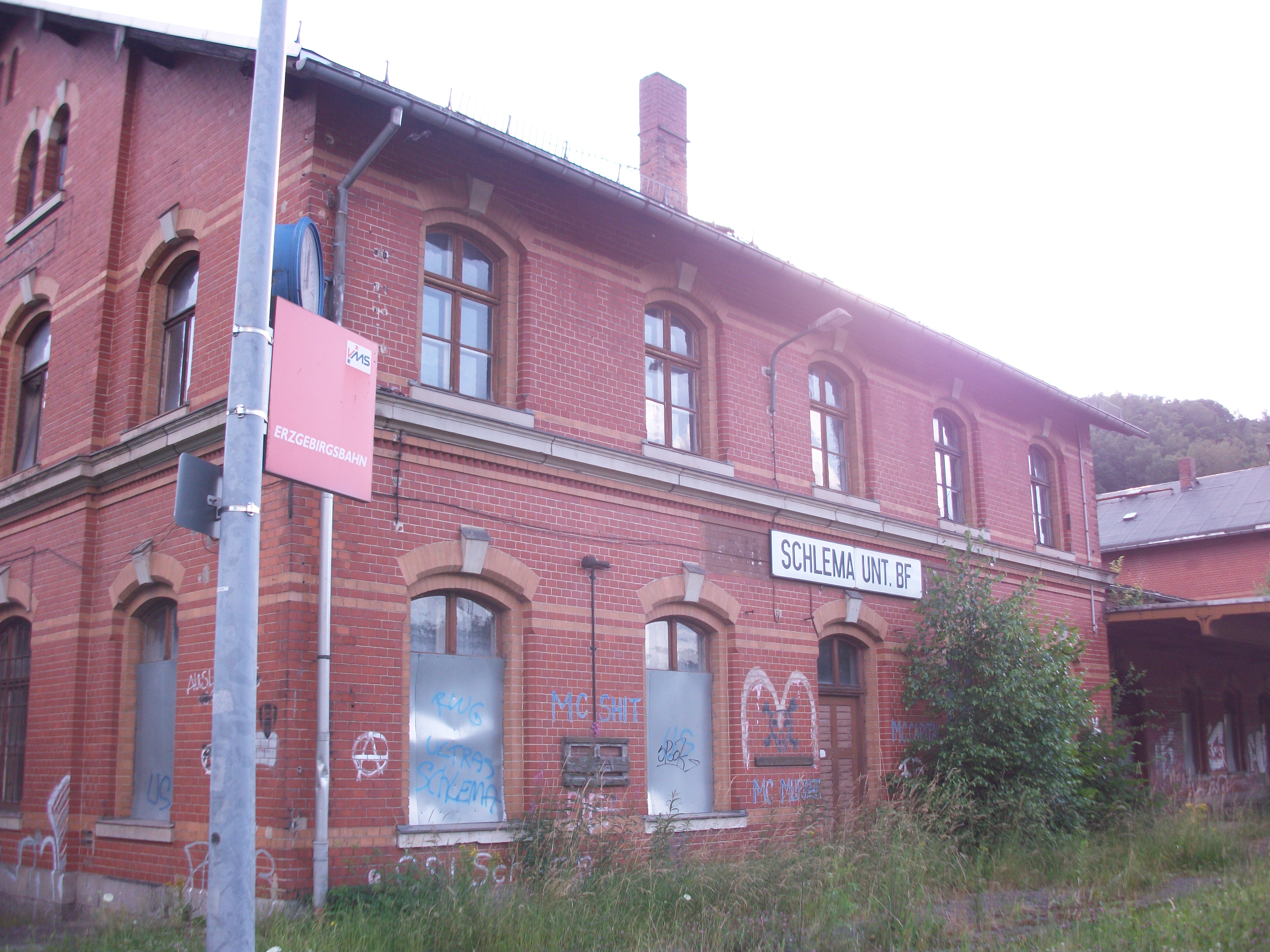
Bahnhof Bad Schlema, Empfangsgebäude mit früherer Stationsbezeichnung (2016)
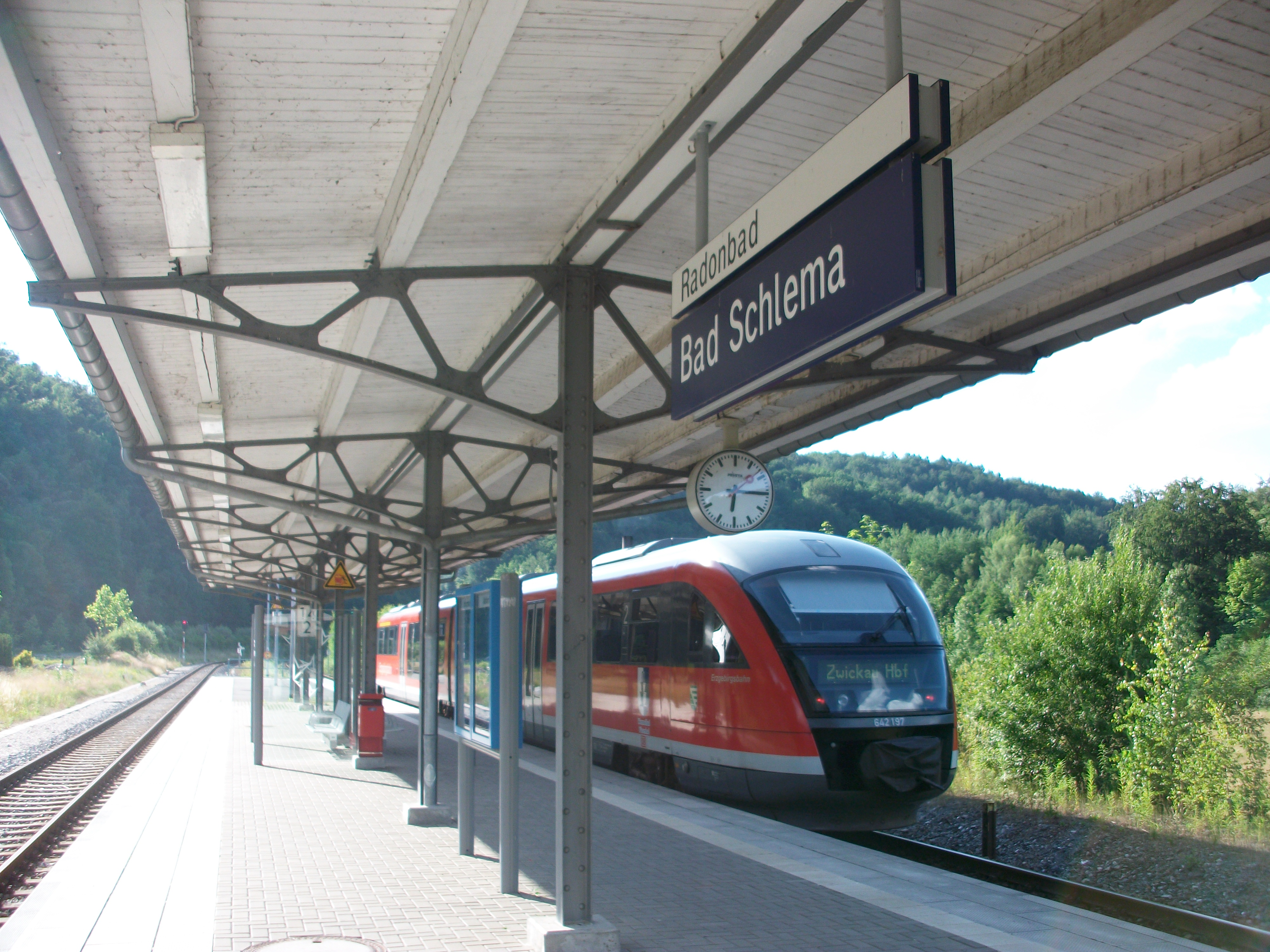
Erzgebirgsbahn im Bahnhof Bad Schlema (2016)
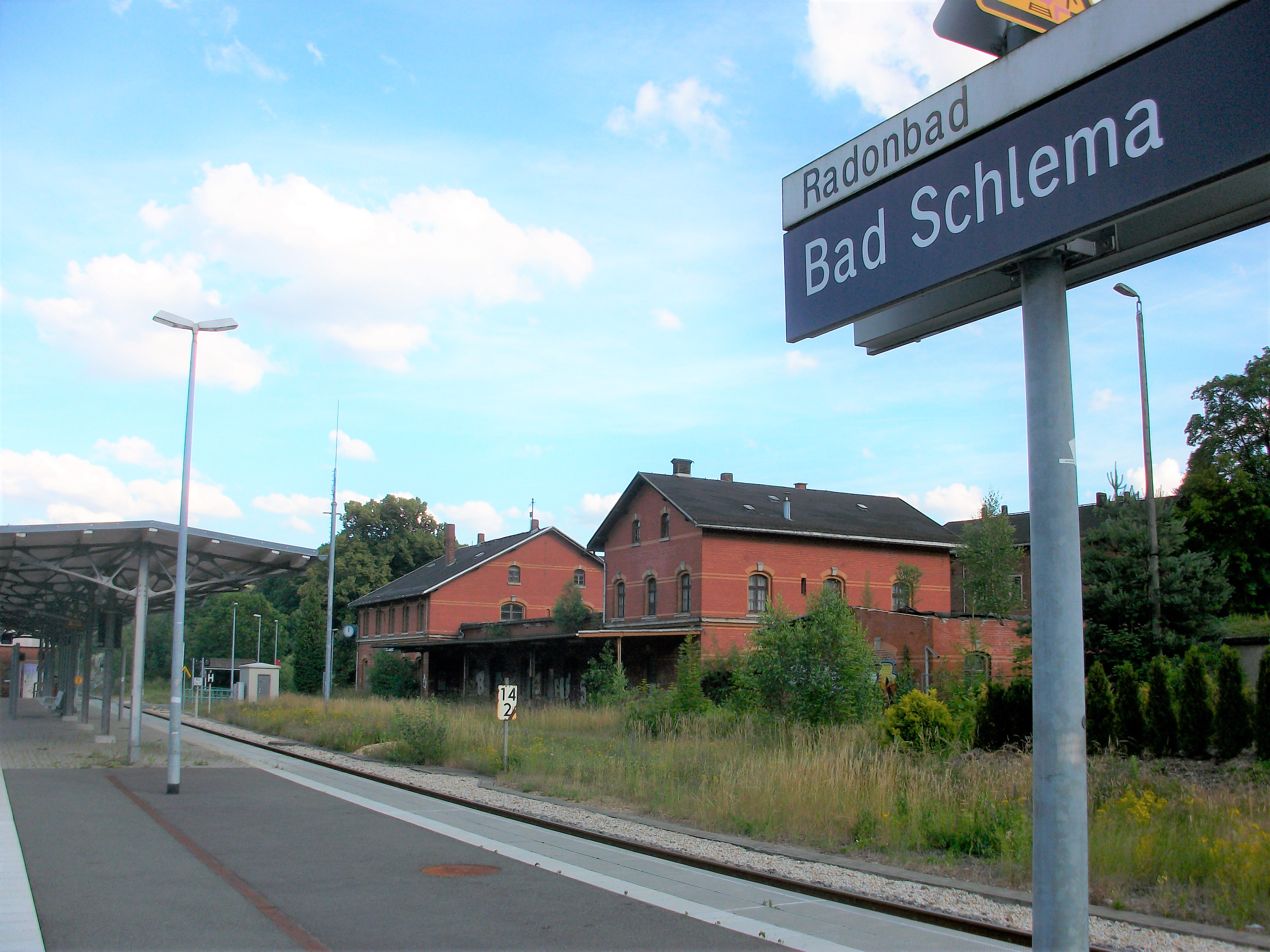
Bahnhof Bad Schlema, Empfangsgebäude und neue Stationsbezeichnung (2016)
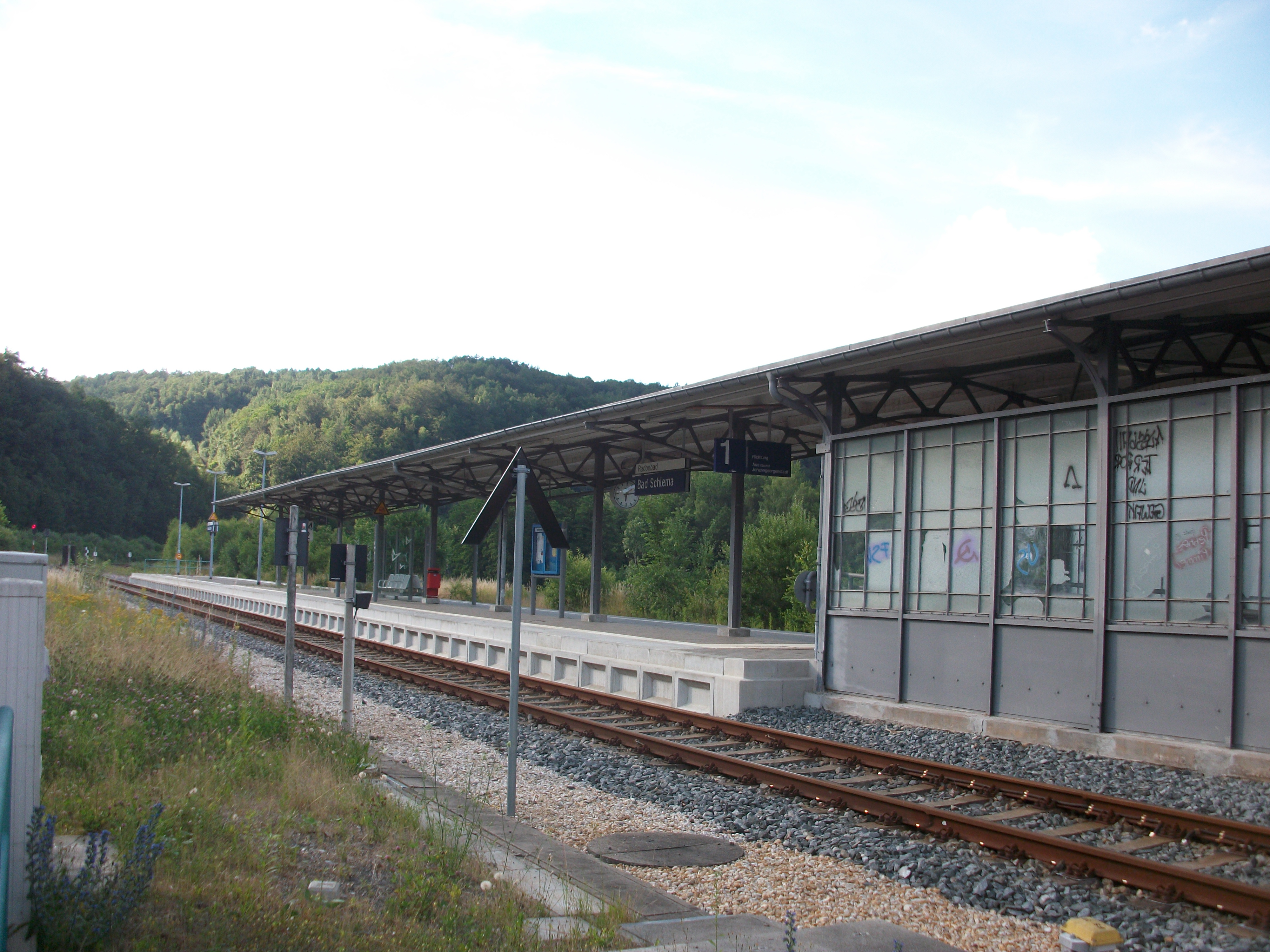
Bahnhof Bad Schlema, Bahnsteig (2016)

Poppenwald ⊙

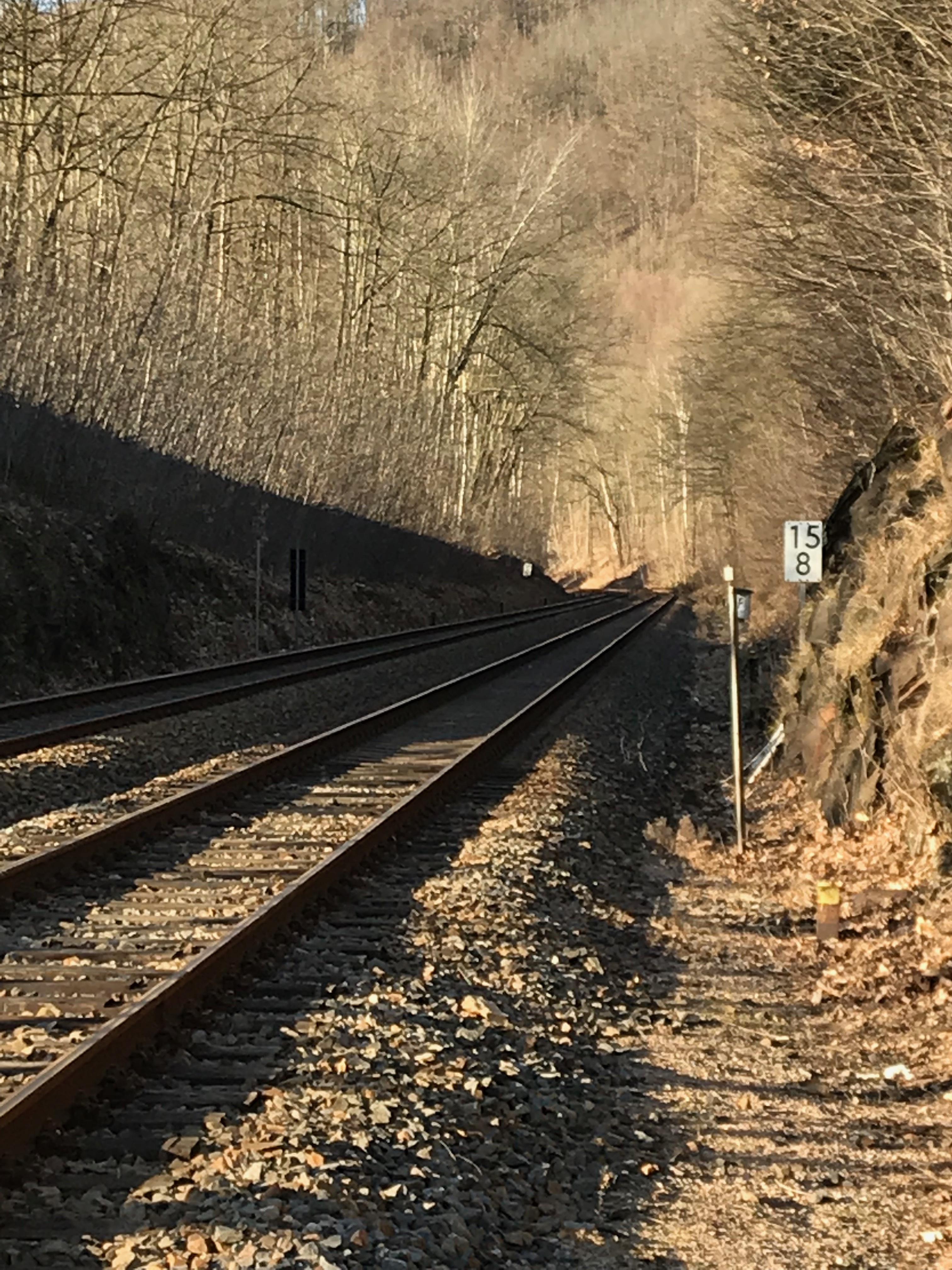
Ehemaliger Haltepunkt der Wismut im Poppenwald

Am 1. Mai 1960 nahm die „Wismut“ im Poppenwald den Schacht 371 in Betrieb. Für den Berufsverkehr entstand hierzu unmittelbar unterhalb des Schachtes an der Strecke ein nichtöffentlicher Haltepunkt, der am 18. Juli 1960 eröffnet wurde.
Der Schacht erhielt eine Anschlussbahn, die auf der ehemaligen Trasse der obererzgebirgischen Eisenbahn errichtet wurde. Bedient wurde sie vom Bahnhof Hartenstein über das Abzweigstellwerk Poppenwald. Eine Erzverladeanlage befand sich unmittelbar an der Eisenbahnbrücke über die Mulde.
Hartenstein ⊙
Die Haltestelle Stein im Ort Stein bei Hartenstein wurde am 15. Mai 1858 eröffnet. Am 1. Mai 1884 wurde der Haltepunkt in Stein-Hartenstein umbenannt und im Jahr 1900 zum Bahnhof geweiht. Nachdem der Bahnhof am 6. Juli 1918 in Hartenstein umbenannt wurde, lag er seit der Eingemeindung von Stein nach Hartenstein im Jahr 1934 auch auf dem Stadtgebiet. Seit dem 5. Dezember 1997 wurde er zum Haltepunkt zurückgestuft. In dem erhaltenen Empfangsgebäude befindet sich eine Gaststätte. Der Mittelbahnsteig ist überdacht und ebenerdig erreichbar. Direkt in Sichtweite befindet sich am anderen Ufer der Zwickauer Mulde die Burg Stein.

Bahnhof Hartenstein (2016)
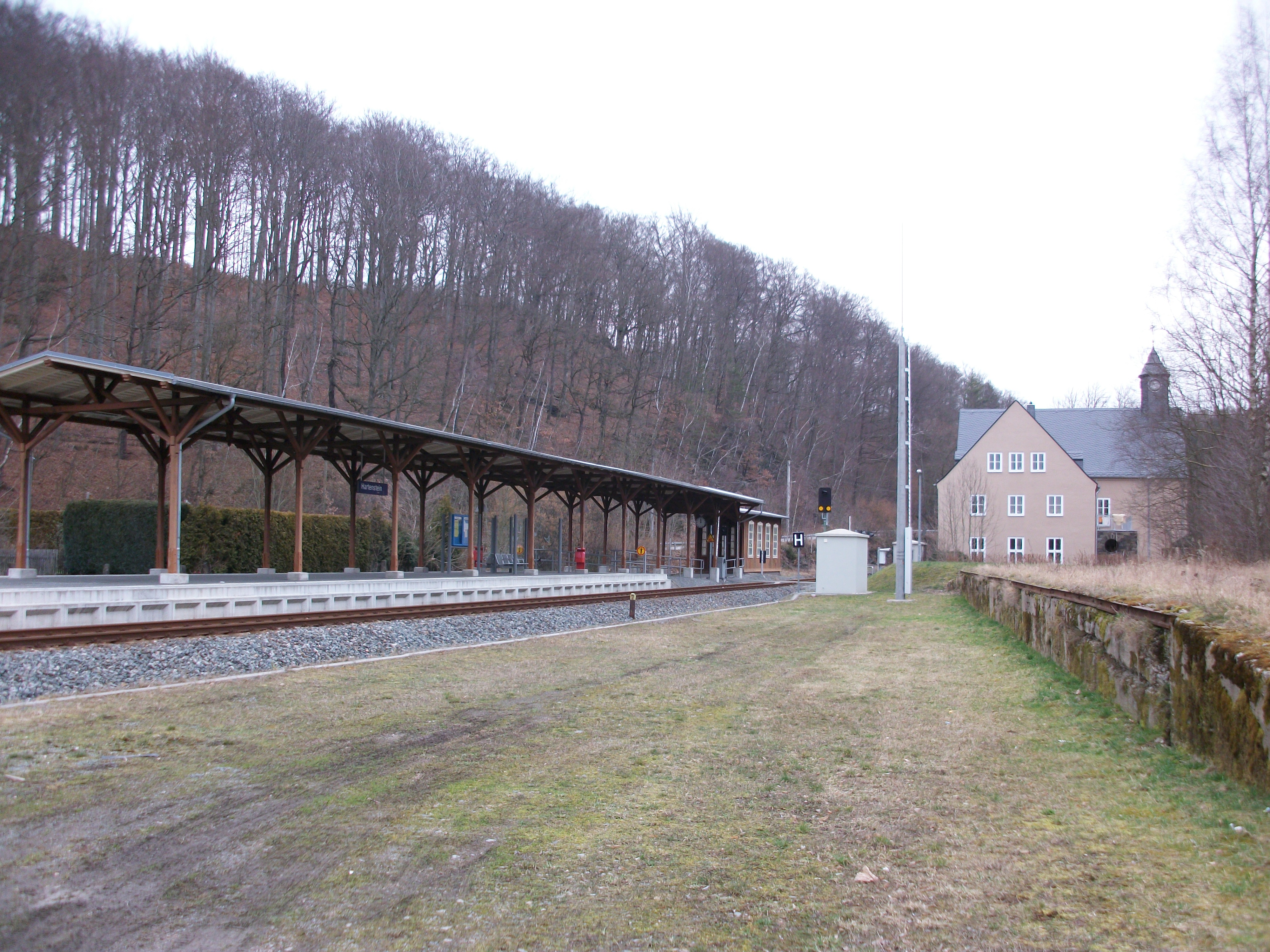
Bahnhof Hartenstein (Sachs) mit Bahnsteigen (2016)
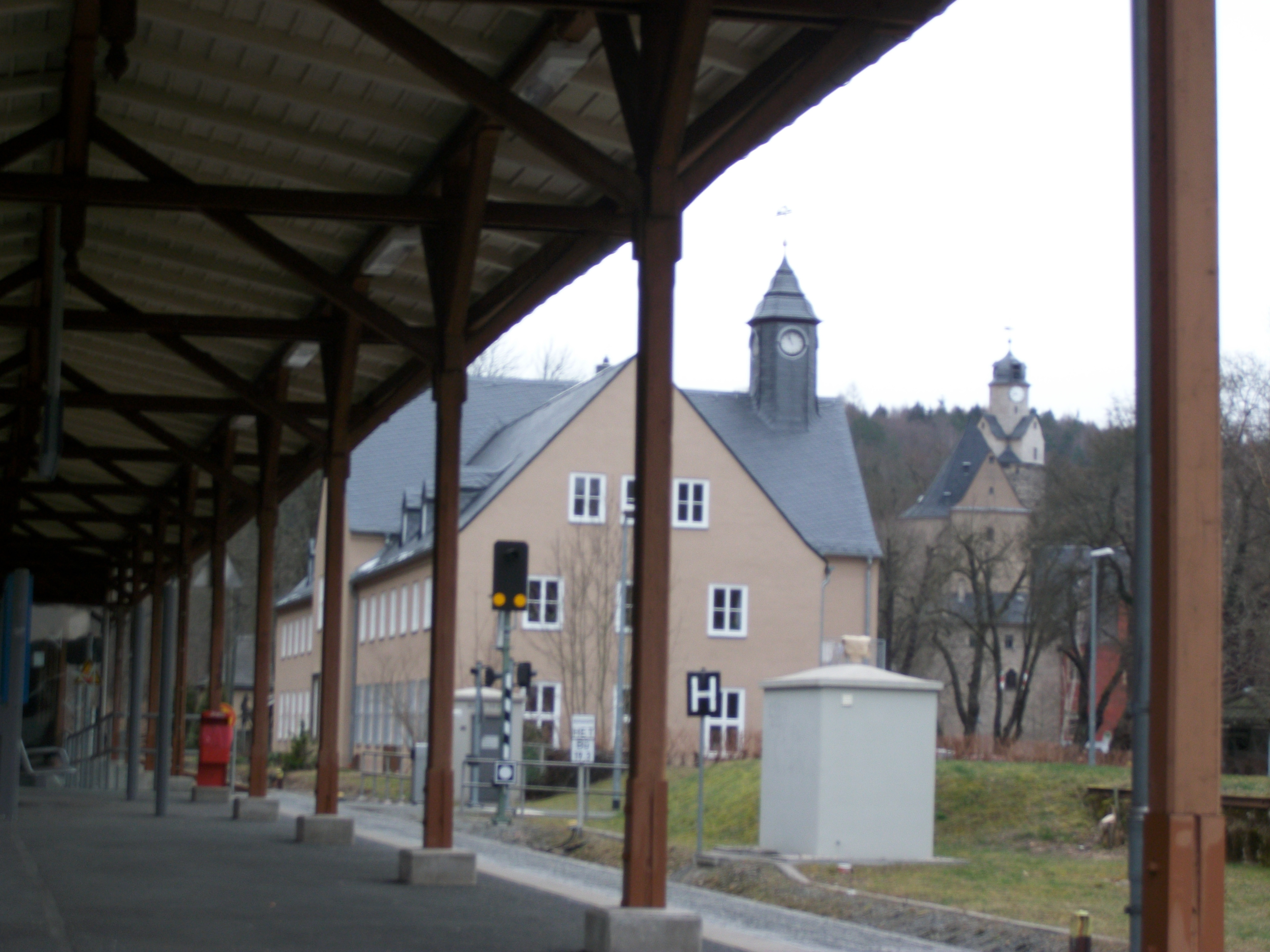
Bahnhof Hartenstein mit Burg Stein (2016)

Fährbrücke ⊙

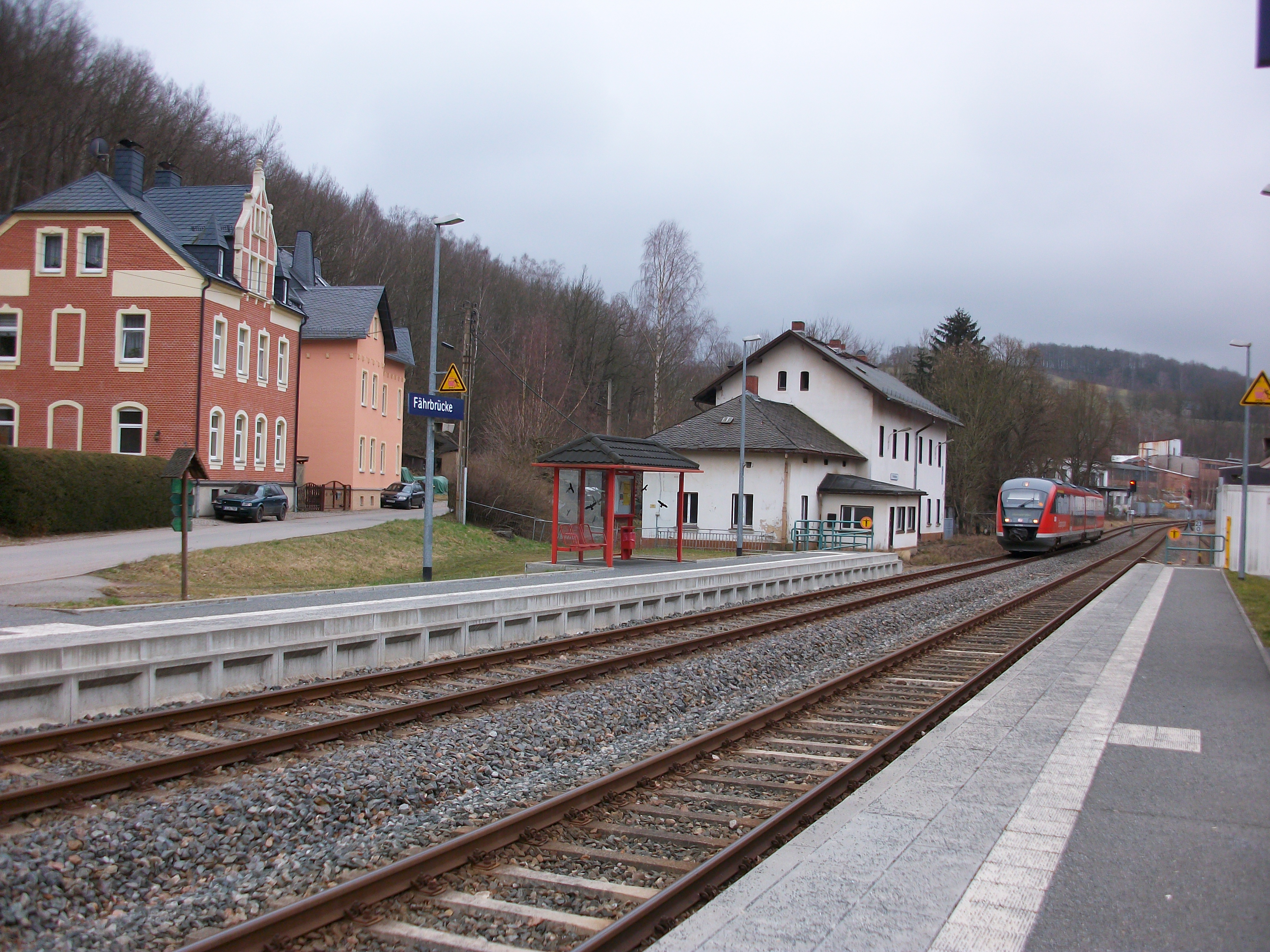
Bahnhof Fährbrücke mit Erzgebirgsbahn (2016)

Der Haltepunkt Fährbrücke wurde am 15. Mai 1858 in der heute zu Langenweißbach gehörigen Werkssiedlung Fährbrücke an der Zwickauer Mulde eröffnet. Am 1. Mai 1905 wurde er zum Bahnhof hochgestuft. Das noch erhaltene Empfangsgebäude ist nicht mehr in Betrieb. Der Bahnhof ist über die Wildenfelser Straße erreichbar.
Wiesenburg (Sachs) ⊙
Der Bahnhof Wiesenburg wurde am 15. Mai 1858 eröffnet. Er trug folgende Namen:
- bis 1904: Wiesenburg
- bis 1911: Wiesenburg i Sachsen
- bis 1933: Wiesenburg (Sa)
- seit 1933: Wiesenburg (Sachs)

Der Haltepunkt Wiesenburg (Sachs) befindet sich am Ortsausgang von Wiesenburg in Richtung Wildenfels/Schönau direkt an der Zwickauer Mulde. Der ehemalige Bahnhof mit Empfangsgebäude und Güterschuppen befand sich nördlich der „Ernst-Schneller-Straße“. Nach der Modernisierung der Bahnstrecke wurde die Station zum Haltepunkt herabgestuft und wenige Meter nach Süden in Richtung Schwarzenberg auf die andere Seite der Ernst-Schneller-Straße verlegt. Der neue Haltepunkt verfügt über je ein modernes Wartehäuschen pro Seite. Über ihm thront das Schloss Wiesenburg. Das Gelände des einstigen Bahnhofs wurde nach 2016 umgestaltet. Nach dem Abriss des maroden Empfangsgebäudes wurde im Jahr 2018 eine Diesellok der Baureihe 118 aufgestellt. Dieses privat errichtete Lokdenkmal erinnert daran, dass diese Baureihe bis Anfang der 1990er-Jahre einen Großteil des Güter- und Personverkehrs auf der Strecke ins Erzgebirge abwickelte, zu dem neben den Personenzügen (Leipzig–)Zwickau–Johanngeorgenstadt/Annaberg-Buchholz auch der Schnellzug (Berlin–)Zwickau–Aue gehörte. Im Inneren der Diesellok sollen Übernachtungsmöglichkeiten für Benutzer des dort entlang führenden Mulderadwegs entstehen. Weiterhin wurden auf dem einstigen Bahnhofsareal Informationstafeln zur Geschichte des Bahnhofs Wiesenburg (Sachs) errichtet.

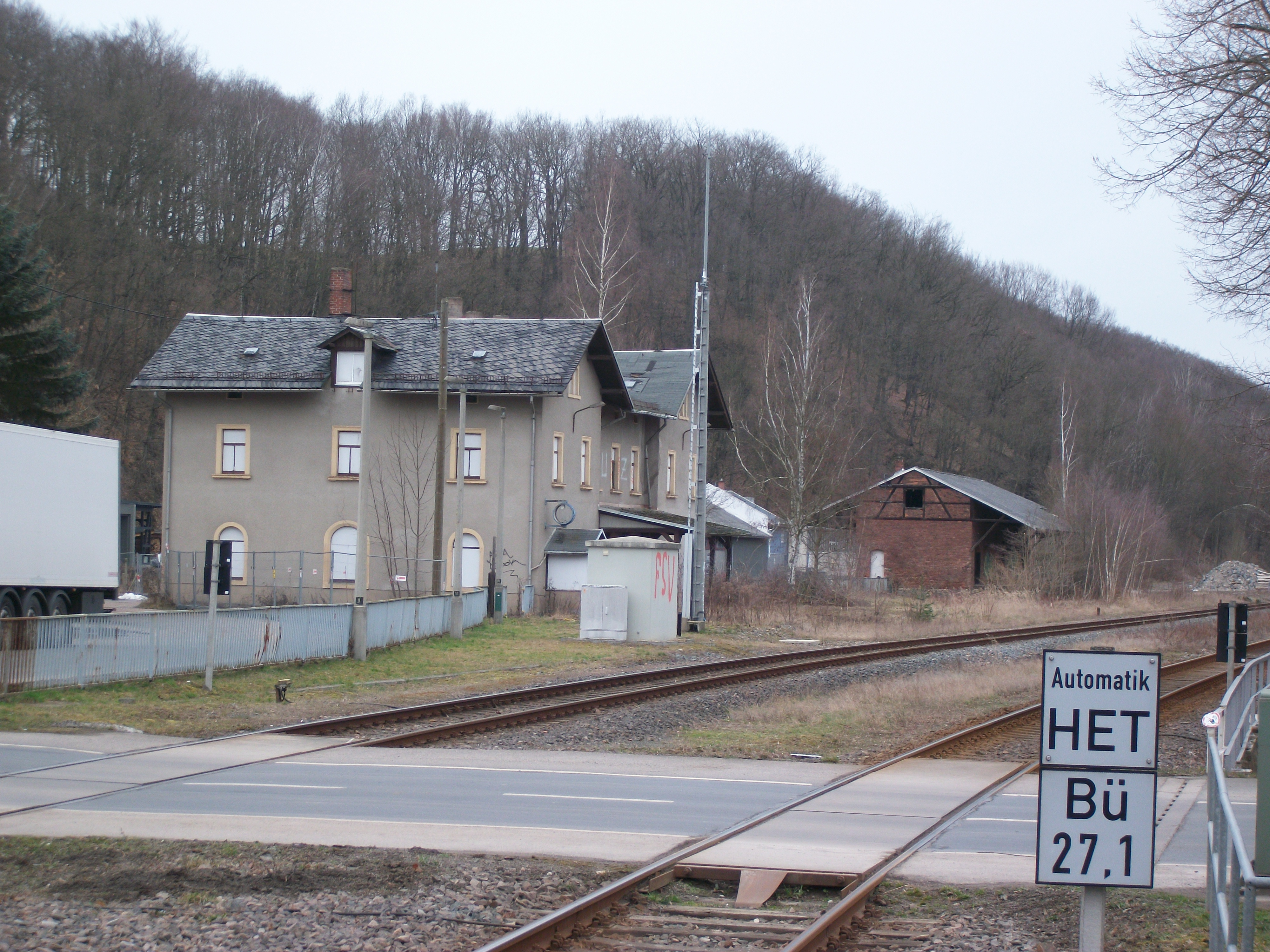
Bahnhof Wiesenburg (Sachs) (alt), vor Abriss des Empfangsgebäudes (2016)
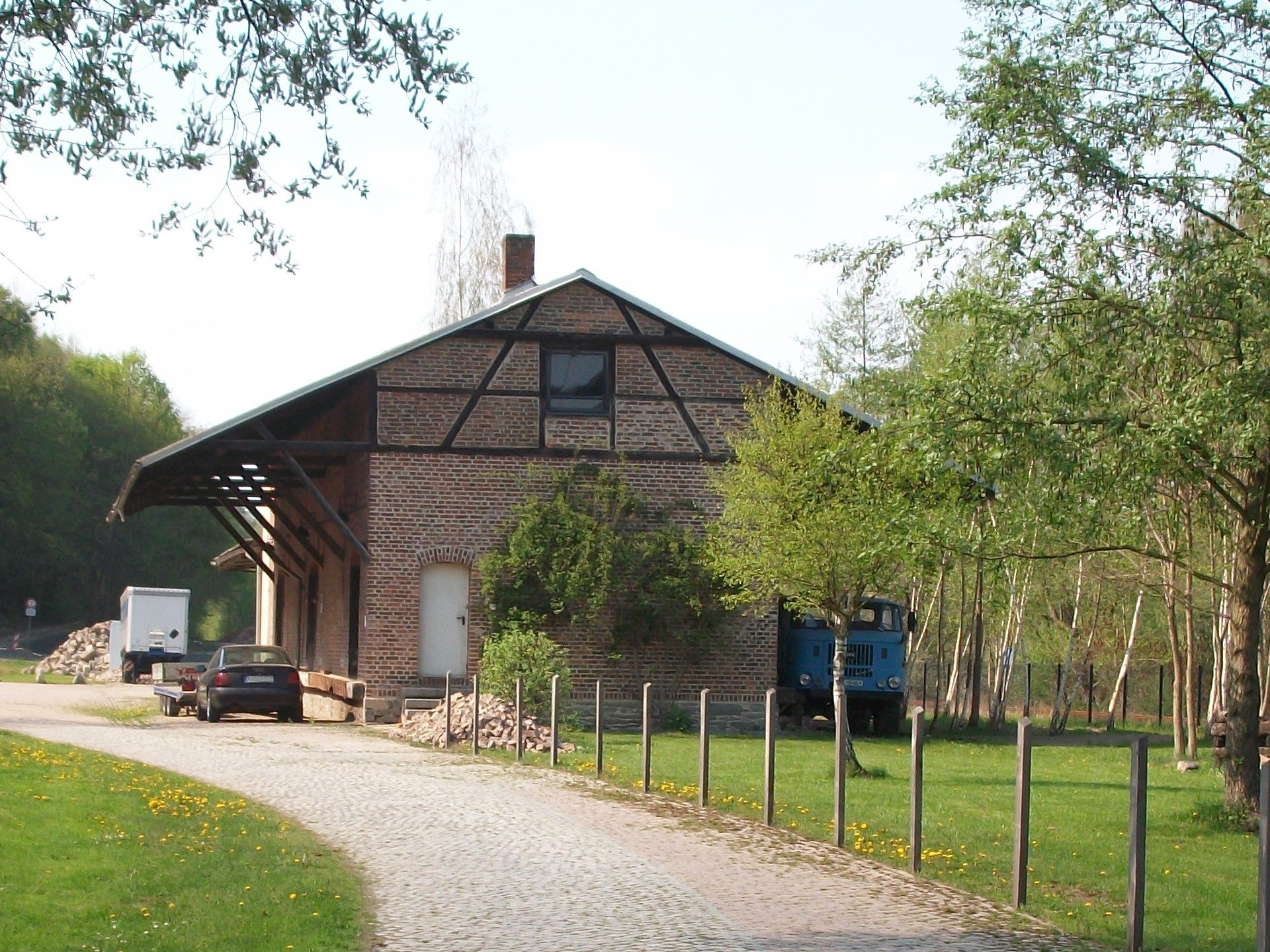
Bahnhof Wiesenburg (Sachs) (alt), Güterschuppen (2018)
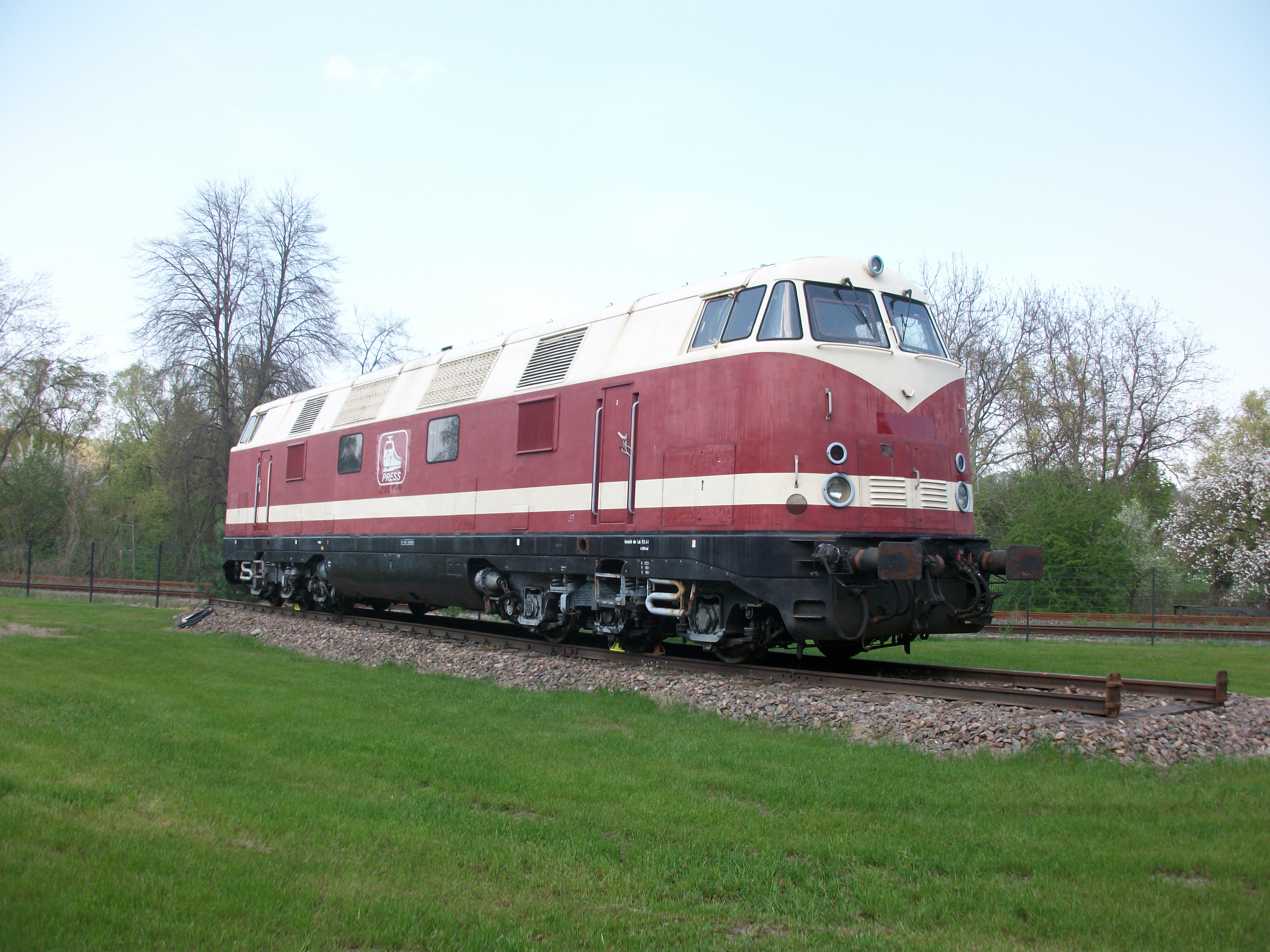
Bahnhof Wiesenburg (Sachs) (alt), 2018 errichtete Diesellok am Standort des Empfangsgebäudes (2018)
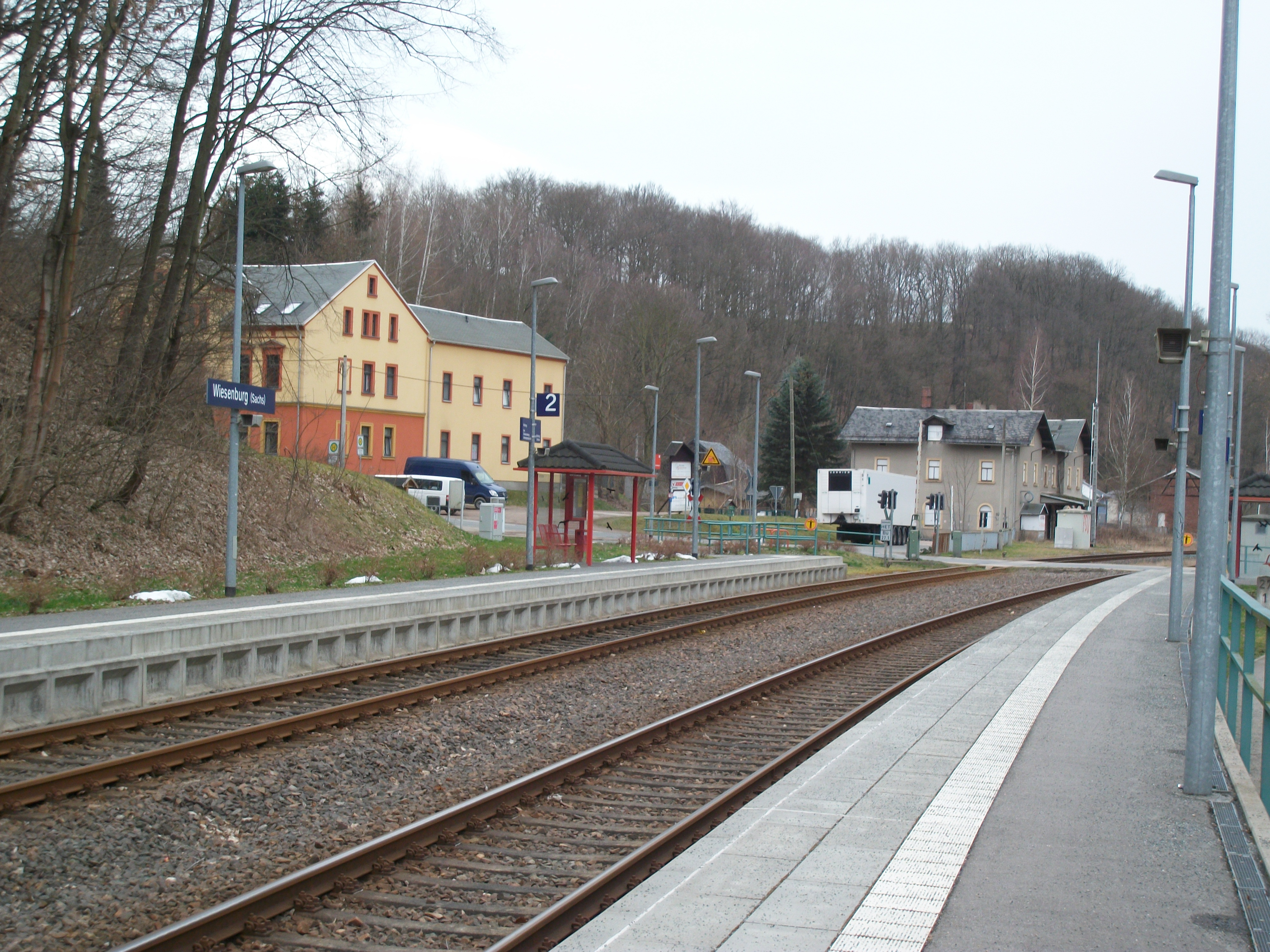
Haltepunkt Wiesenburg (Sachs) (neu), alter Bahnhof im Hintergrund (2016)
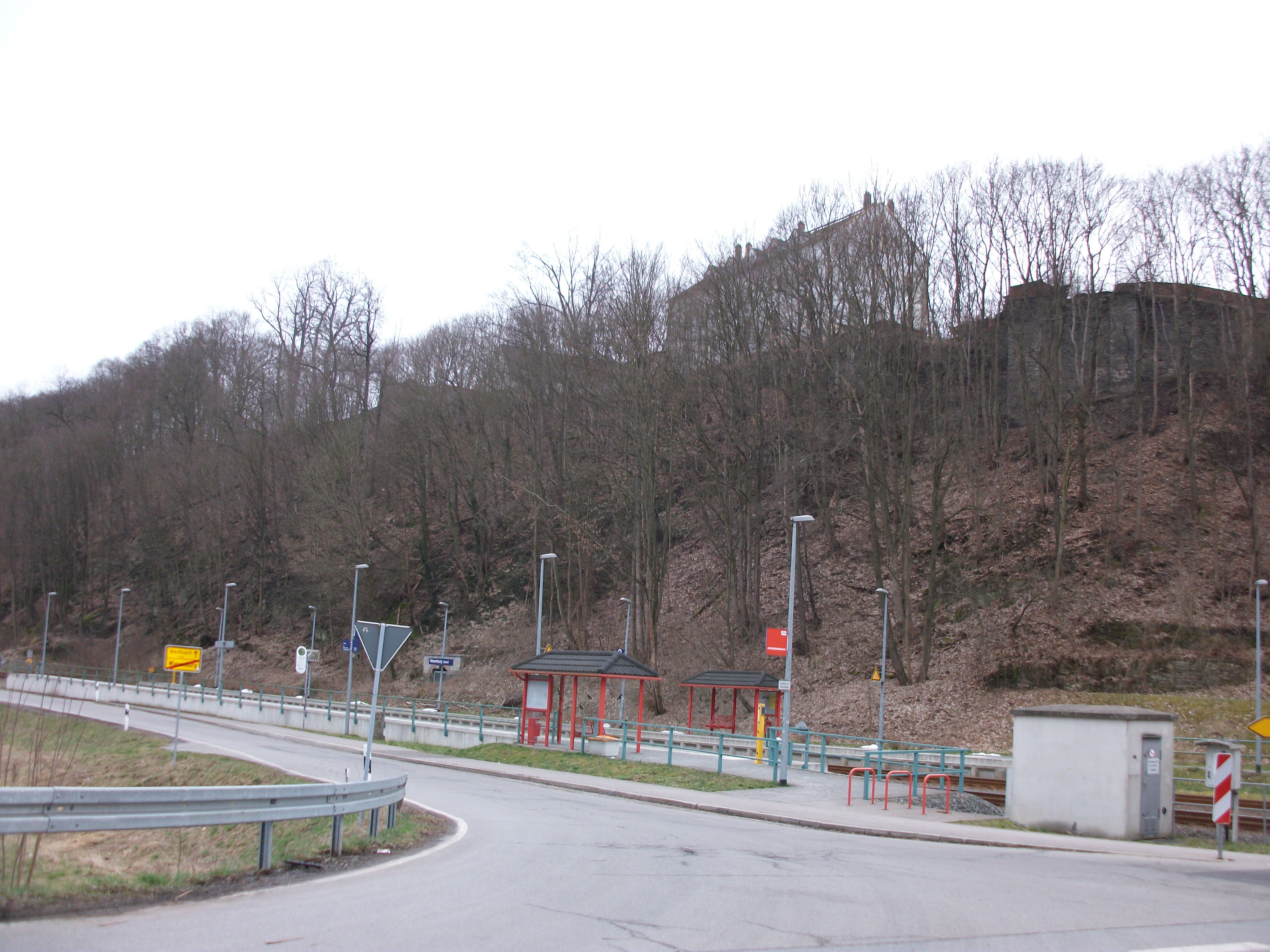
Haltepunkt Wiesenburg (Sachs) (neu) mit Schloss Wiesenburg (2016)
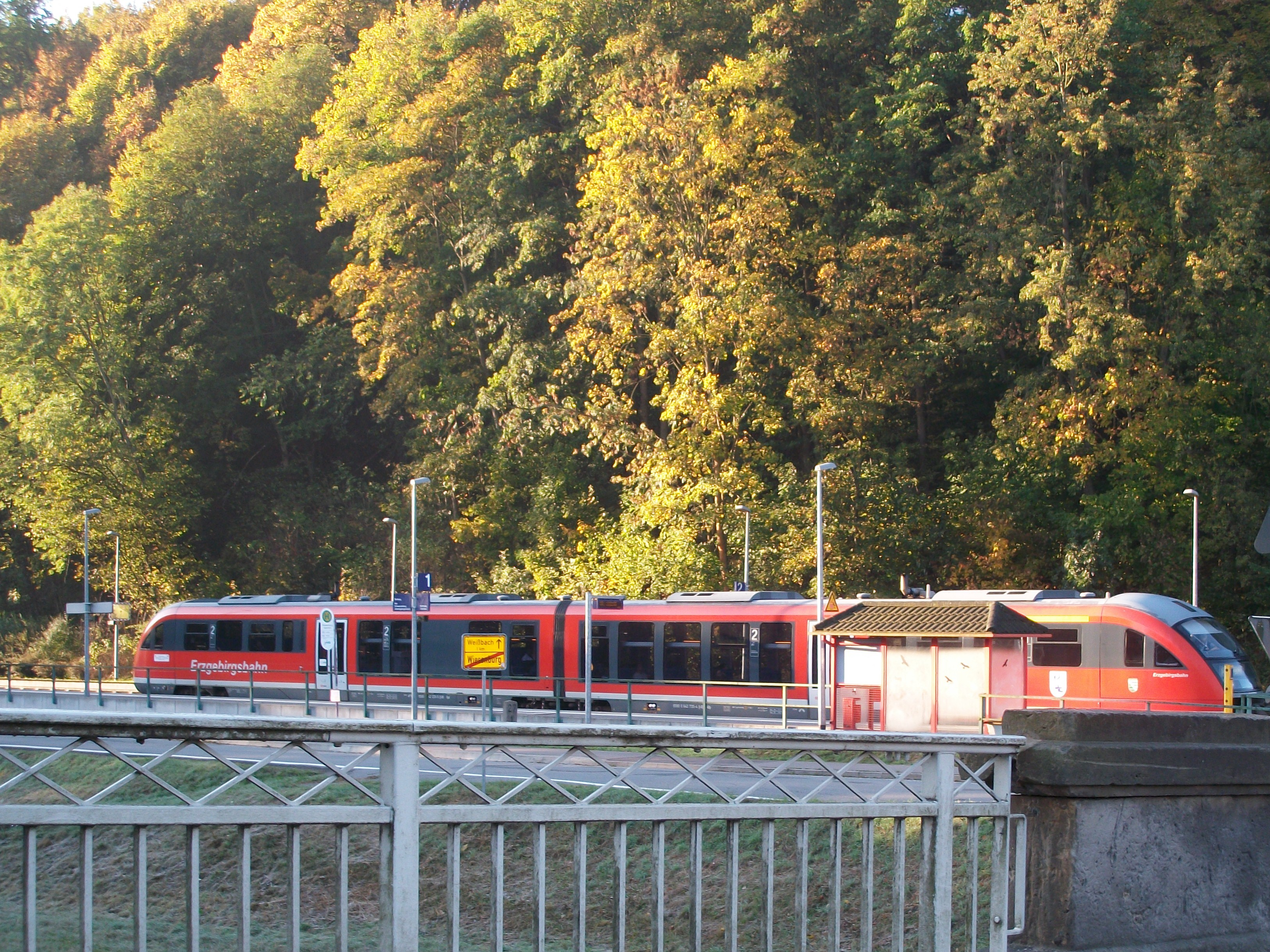
Haltepunkt Wiesenburg (Sachs) (neu) mit Erzgebirgsbahn (2018)

Silberstraße ⊙

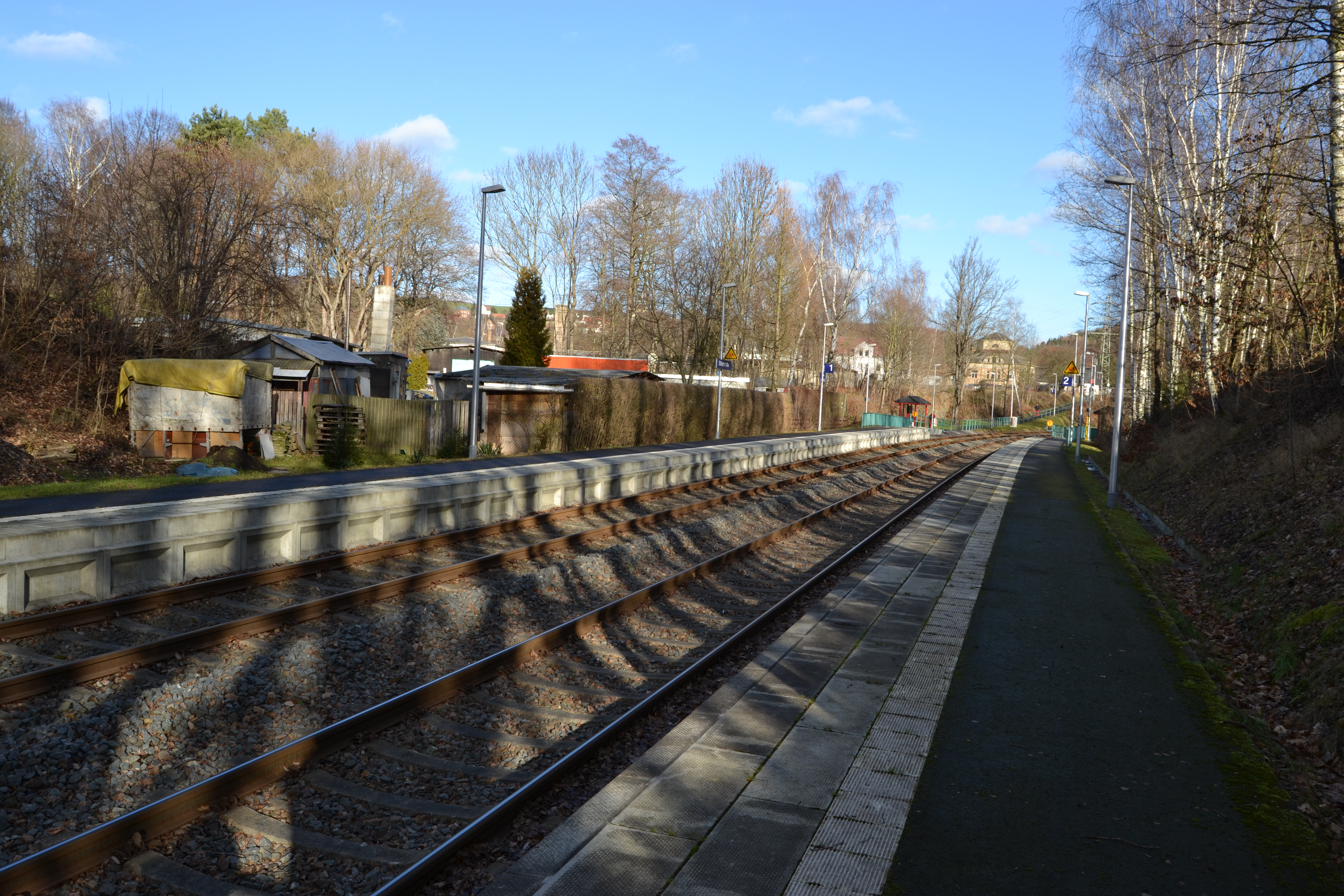
Haltepunkt Silberstraße

Der Haltepunkt Silberstraße wurde am 1. Juni 1894 eröffnet. Am heutigen Standort existiert er seit dem 29. April 1907. Der Hochbau am ursprünglichen Haltepunkt ist heute Wohnhaus. Das Empfangsgebäude des heutigen Haltepunkts war 1997 noch vorhanden. Nach der Modernisierung der Bahnstrecke hat der Haltepunkt je ein modernes Wartehäuschen pro Seite. Er ist über die Schneeberger Straße erreichbar.
Wilkau-Haßlau ⊙
Erst zehn Jahre nach Eröffnung der Bahnstrecke Schwarzenberg-Zwickau wurde am 1. November 1868 der damalige Haltepunkt Wilkau an der Zwickauer Mulde eröffnet. Nach der Eröffnung der Schmalspurbahn über Kirchberg nach Carlsfeld im Jahr 1881 war die Station bis 1973 Spurwechselbahnhof.
Seit 2005 besteht ein neuer Haltepunkt südlich des ursprünglichen Bahnhofes, dessen Bahnsteig über das „WiHa-dukt“ erreichbar ist.
Die Station trug in ihrer Geschichte bereits acht unterschiedliche Namen, im Einzelnen waren dies:
- bis 1870: Haltepunkt Wilkau
- bis zum 14. Oktober 1882: Haltestelle Wilkau
- bis zum 30. September 1909: Wilkau Bahnhof
- bis zum 31. Juli 1911: Bahnhof Wilkau (Sachsen)
- bis zum 21. Oktober 1933: Bahnhof Wilkau (Sa)
- bis zum 6. Oktober 1934: Bahnhof Wilkau (Sachs)
- bis Januar 2005: Bahnhof Wilkau-Haßlau
- seit Januar 2005: Haltepunkt Wilkau-Haßlau

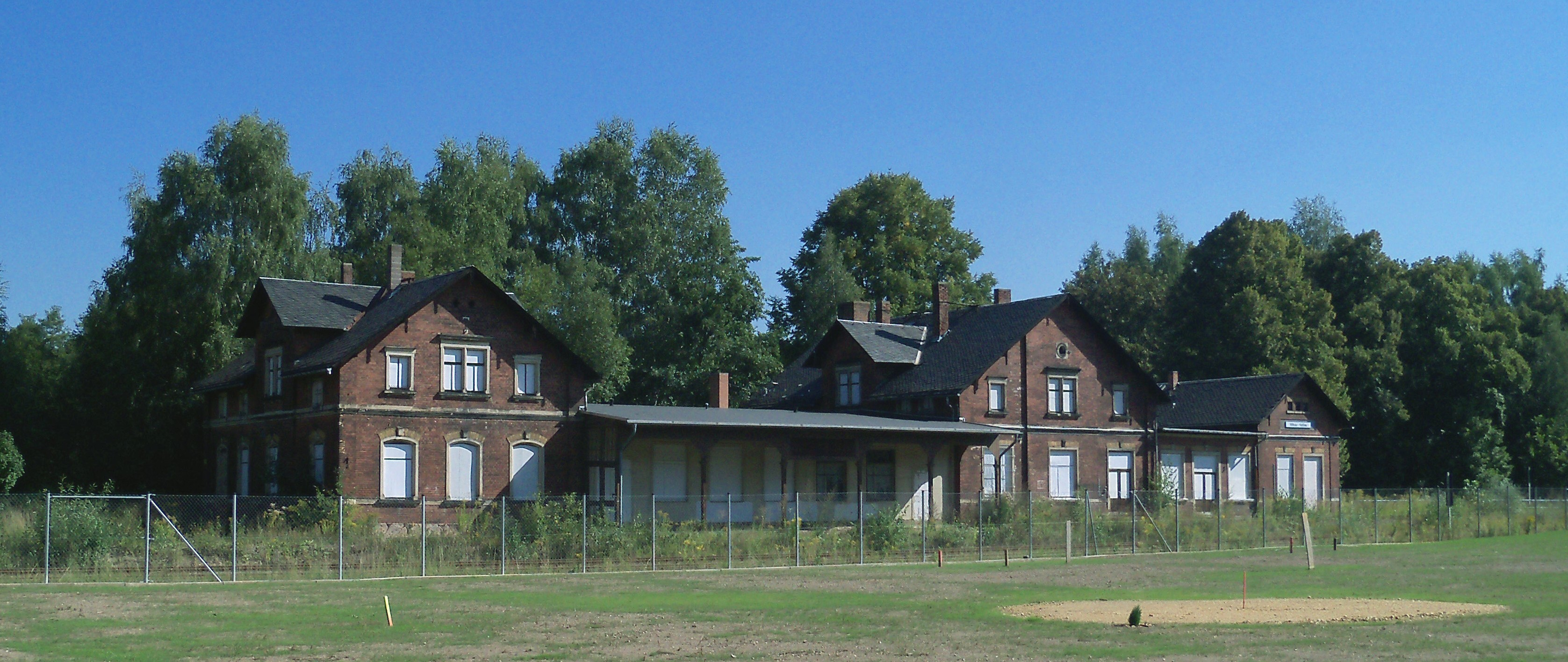
Empfangsgebäude Wilkau-Haßlau (seit 2005 geschlossen)
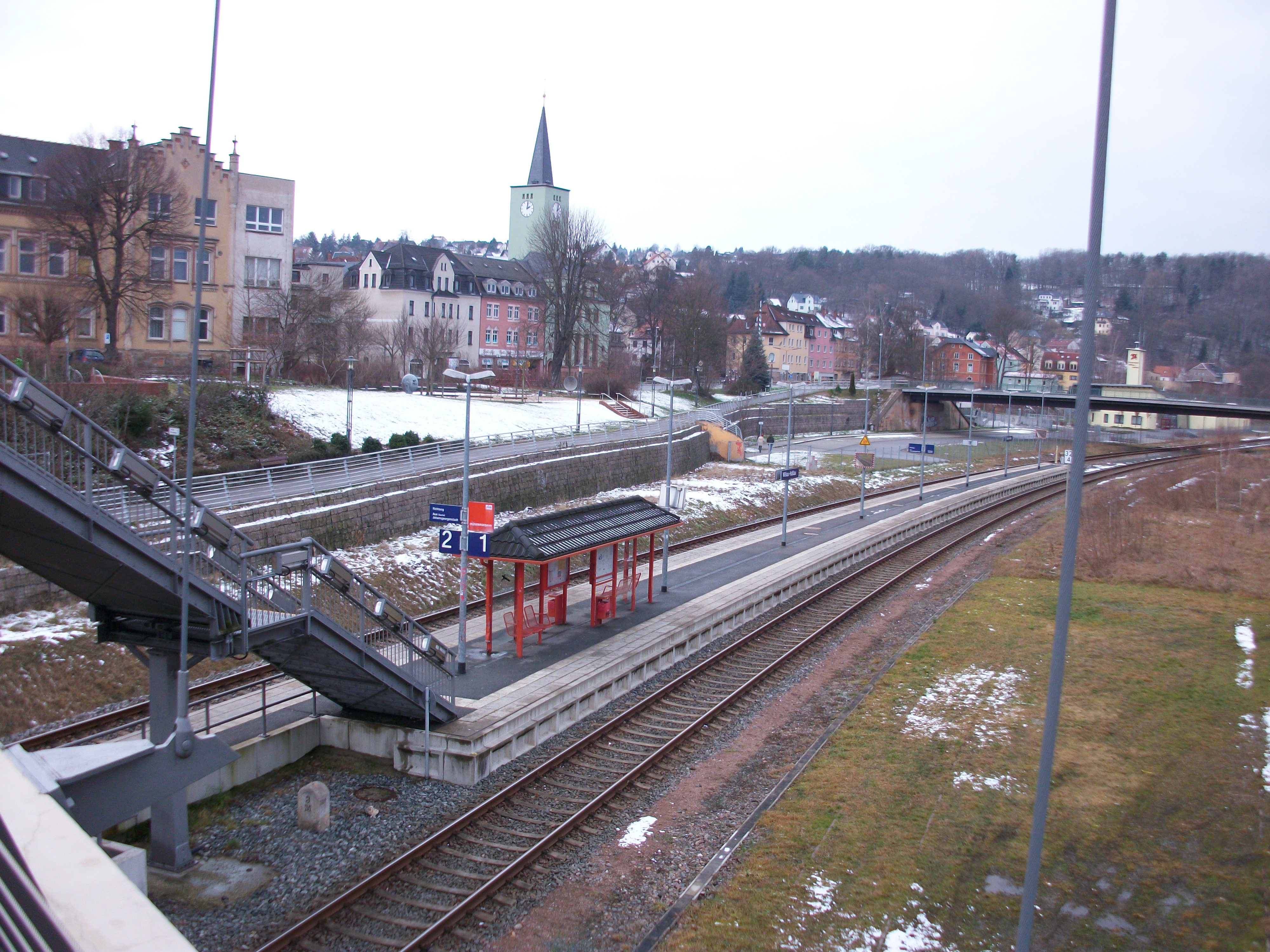
Haltepunkt Wilkau-Haßlau (2016)

Cainsdorf ⊙

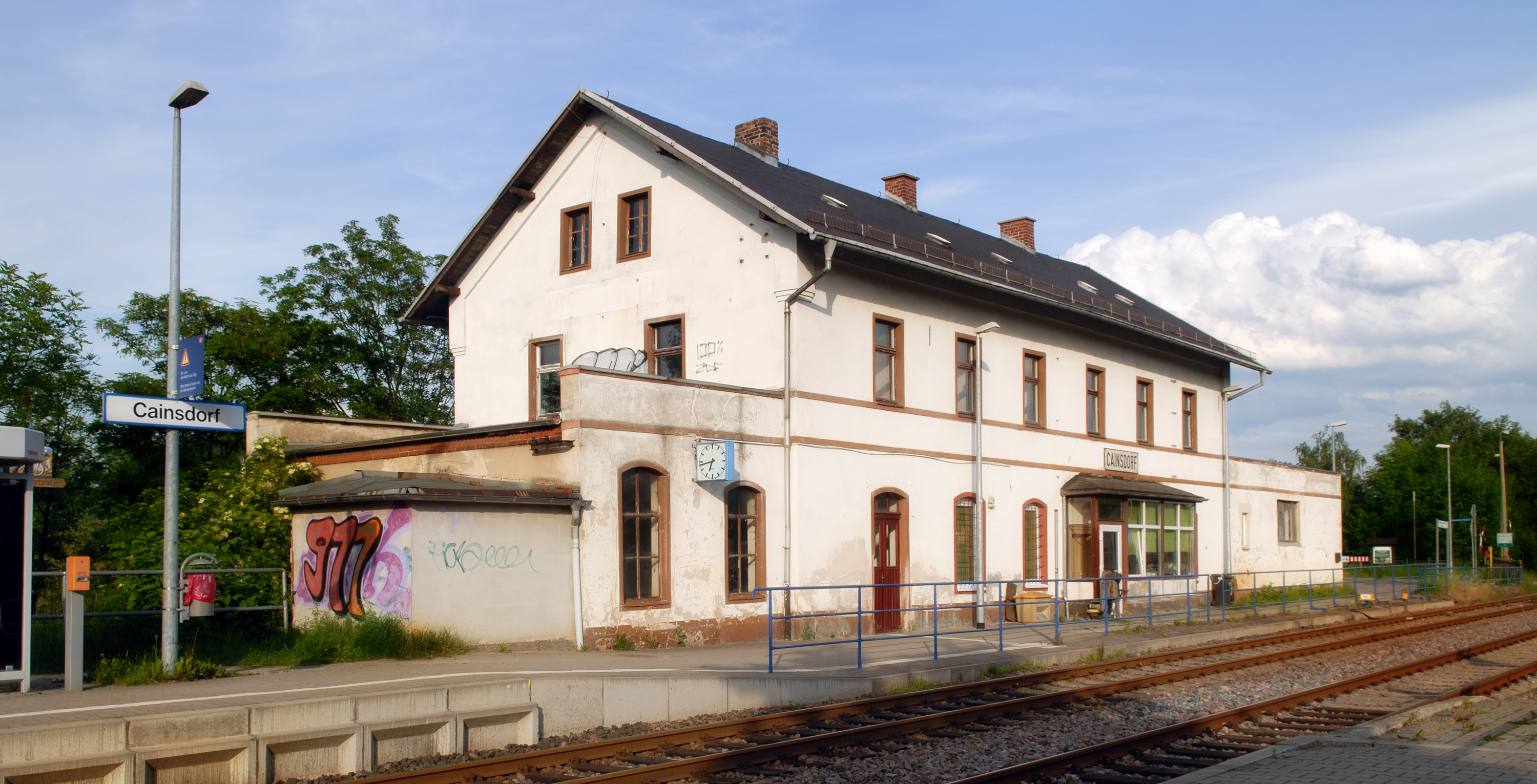
Bahnhof Cainsdorf (2009)

Der Haltepunkt Cainsdorf wurde am 1. November 1854 eröffnet. Durch einen Gebietsaustausch im Jahr 1939 kam das Gelände des Cainsdorfer Bahnhofs zur Stadt Planitz. Dadurch wurde die Station im Jahr 1940 in Planitz-Cainsdorf umbenannt. Nachdem auf der Bahnstrecke Zwickau–Planitz im Jahr 1949 der Personenverkehr aufgenommen wurde, hatte das 1944 nach Zwickau eingemeindete Planitz nun zwei Bahnhöfe mit dem Namen Planitz.
Um Verwechslungen zu vermeiden, erfolge 1951 die Rückbenennung des Bahnhofs Planitz-Cainsdorf in Cainsdorf und die Umbenennung des Bahnhofs Planitz an der Bahnstrecke Zwickau–Planitz in Zwickau-Planitz. Der heutige Haltepunkt Cainsdorf befindet sich direkt an der Zwickauer Mulde bei der Cainsdorfer Brücke.
Zwickau-Schedewitz ⊙

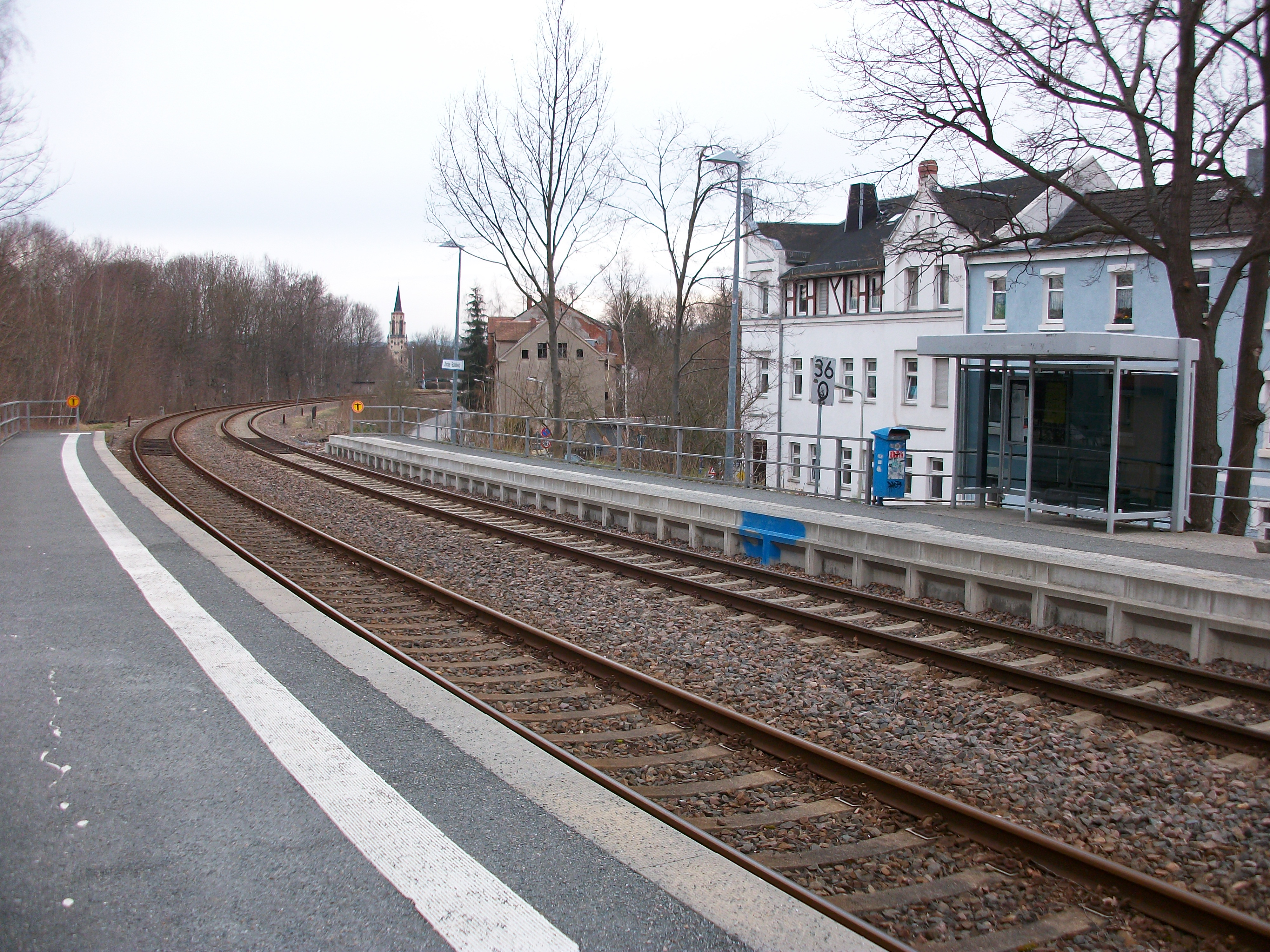
Haltepunkt Zwickau-Schedewitz (2016)

Der Haltepunkt Schedewitz wurde am 11. Mai 1858 eröffnet. Im Jahr 1923 wurde der Ort nach Zwickau eingemeindet, wodurch der Halt seit 1924 Zwickau-Schedewitz heißt. Mit der Einführung des Zwickauer Modells biegt seit 1999 aus Richtung Zwickau (Sachs) Hbf kurz vor dem Haltepunkt Zwickau-Schedewitz die Vogtlandbahn ins Zwickauer Stadtzentrum ab. Der Haltepunkt Zwickau-Schedewitz, der sich südlich des Glück-Auf-Centers befindet, wird hingegen nur von der Erzgebirgsbahn bedient. Der Zugang zum Haltepunkt erfolgt über die Bahnstraße oder die Körnerstraße.
Zwickau (Sachs) Hbf ⊙

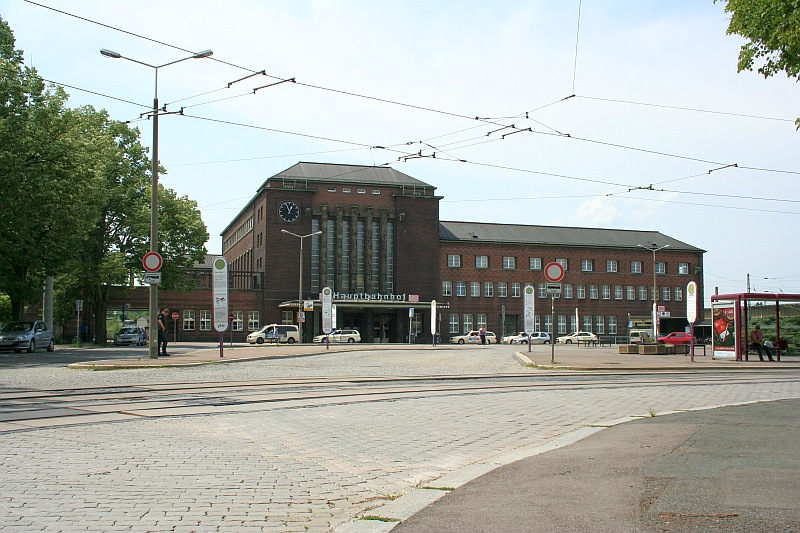
Bahnhof Zwickau (Sachs) Hbf

Zwickau (Sachs) Hbf ist der größte Eisenbahnknoten Westsachsens. Der Bahnhof trug während seiner Betriebszeit schon fünf unterschiedliche Namen, im Einzelnen waren dies:
- bis 31. März 1895: Zwickau
- bis 30. Juni 1911: Zwickau Bahnhof
- bis 21. Dezember 1933: Zwickau (Sa)
- bis 14. Mai 1938: Zwickau (Sachs)
- seit 15. Mai 1938: Zwickau (Sachs) Hbf

Der Bahnhof liegt an den Bahnstrecken Dresden–Werdau, Schwarzenberg–Zwickau und Zwickau–Falkenstein. Früher hatte dort auch die heute teilweise stillgelegte Bahnstrecke Zwickau–Crossen–Mosel ihren Ausgangspunkt. Seit Dezember 2013 ist der Bahnhof in das Netz der S-Bahn Mitteldeutschland eingebunden.

## Fahrzeugeinsatz

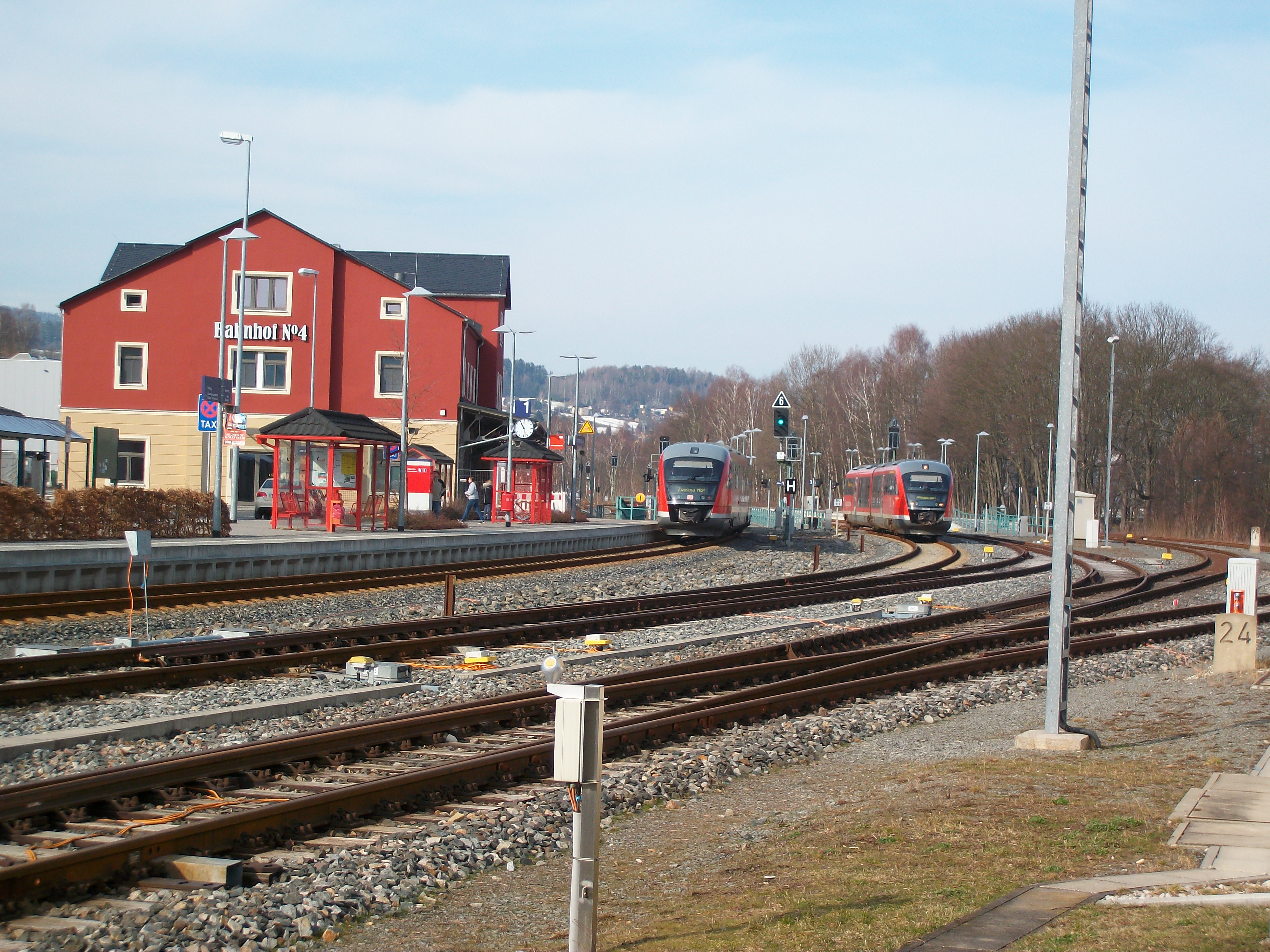
Zugkreuzung im Bahnhof Schwarzenberg, links: Zug nach Zwickau, rechts: Zug nach Johanngeorgenstadt (2016)

Die Obererzgebirgische Staatseisenbahn beschaffte 1856 und 1858 insgesamt fünf zweifachgekuppelte Schlepptenderlokomotiven von Hartmann in Chemnitz, mit denen der Gesamtverkehr abgewickelt wurde. Sie erhielten mit Ausnahme der 1858 gelieferten HUNDERT (Fabriknummer 100) Namen nach Orten des Bahngebietes.
Nach dem Ausbau der Strecke zur Hauptbahn stationierte man 1949 in Schwarzenberg die ursprünglich für die osterzgebirgische Müglitztalbahn gebauten Tenderlokomotiven der Baureihe 84. Eine hohe Entgleisungsneigung in engen Bögen sowie die zu geringen Vorräte für den schweren Güterzugdienst beendeten den Einsatz zwischen 1953 und 1956. Besser bewährten sich die Lokomotiven der preußischen Gattung G 12 (DR-Baureihe 58.10-21), die bis zur Ablösung durch moderne Diesellokomotiven im Einsatz blieben.
Anfang der 1970er-Jahre begann die Umstellung auf Dieseltraktion. Reise- und Güterzüge wurden nun mit den Lokomotiven der Baureihen 110 und 118 befördert. Die schweren sowjetischen Großdiesellokomotiven waren wegen der engen Gleisbögen und zu hoher Achslasten nur zwischen Aue und Zwickau zugelassen.
Ab 1994 setzte die Deutsche Bahn AG auf den meisten Umläufen moderne Regionaltriebwagen der Baureihe 628.4 ein. Nur bei Ausfall der Triebwagen oder bei größerer Nachfrage im Wintersportverkehr verkehrten noch lokomotiv-bespannte Züge mit der Baureihe 219. Seit dem Jahr 2000 wird sämtlicher Reiseverkehr mit den neubeschafften Triebwagen der Baureihe 642 abgewickelt.